# Soyaux
Soyaux est une commune du Sud-Ouest de la France, située dans le département de la Charente (région Nouvelle-Aquitaine). Située à l'est d'Angoulême, c'est une des villes de banlieue de son agglomération.

## Géographie

### Localisation et accès
Soyaux est une commune directement située à l'est d'Angoulême, sur la route de Périgueux. Elle fait partie du Grand Angoulême, et c'en est la deuxième commune la plus peuplée après Angoulême, et la troisième commune du département après Cognac.
Elle est traversée par la D 939, ancienne route nationale 139 de La Rochelle à Périgueux par Angoulême.

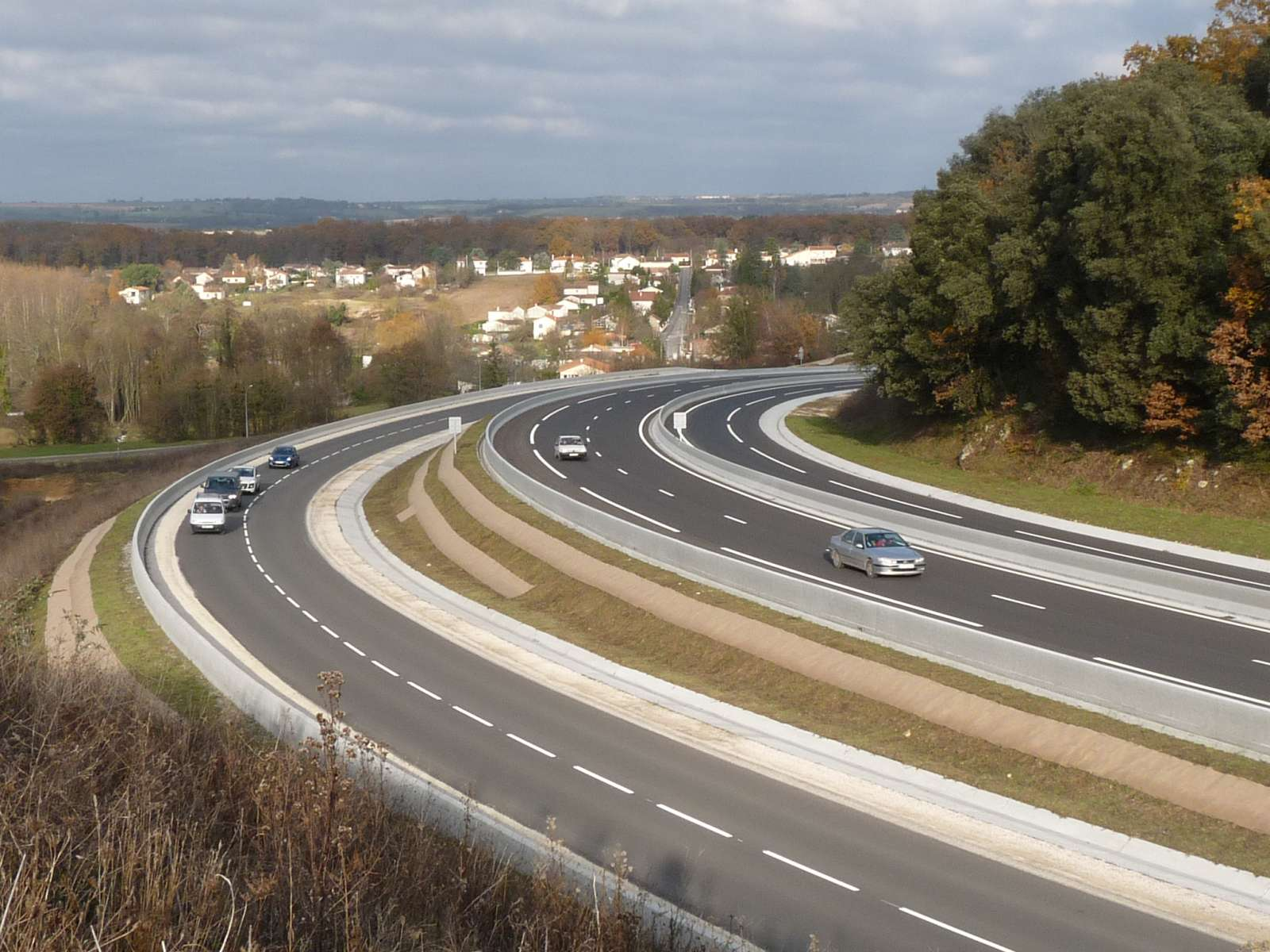
La rocade et la D 121 descendant vers L'Isle-d'Espagnac.

La commune est contournée à l'est par la rocade est d'Angoulême (D 1000), qui la relie depuis 2006 au sud vers Puymoyen et Angoulême - Ma Campagne, et au nord vers L'Isle-d'Espagnac. Cette dernière moitié a été mise en service en 2010. La rocade coupe la route de Périgueux au rond-point des Effamiers.
La D 121 traverse aussi la commune, de la D 939 à l'Isle-d'Espagnac et le Gond-Pontouvre. Elle passe par le Vieux Bourg et les Rochers. Elle longe la rocade, car celle-ci n'a pas d'échangeur desservant cette partie de l'Isle-d'Espagnac.

### Quartiers et hameaux

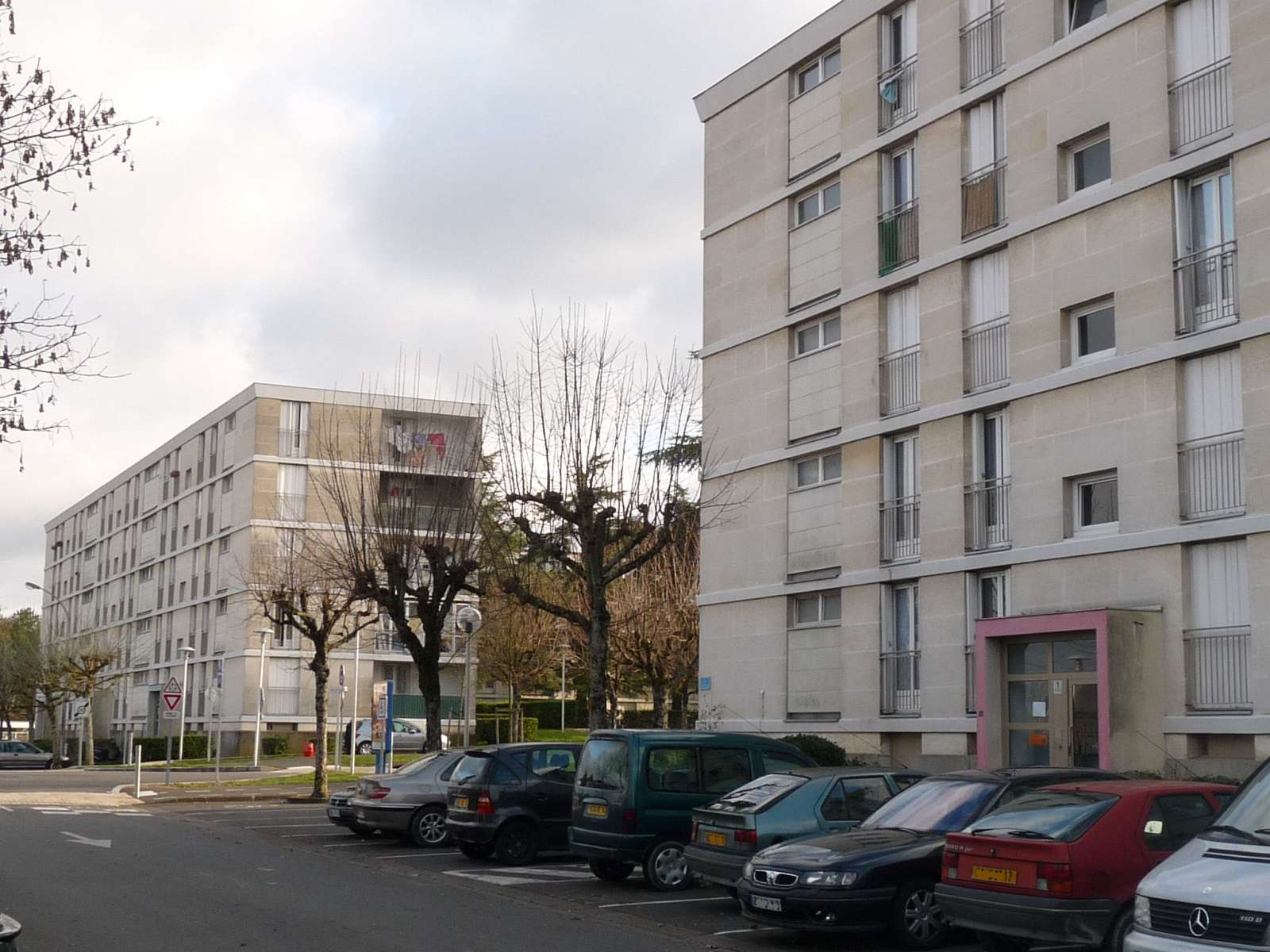
Le Champ de Manœuvre.

Le quartier le plus important de Soyaux est le Champ de Manœuvre, cité HLM construite dans les années 1960-1970. Elle comporte des immeubles de cinq étages maximum, ainsi que trois tours de 14 étages.
L'ancien bourg de Soyaux, assez petit, est situé un peu au nord de la route de Périgueux. C'est là qu'est située l'église paroissiale.
Les quartiers de Beaumont, près du stade de Chanzy, Grapillet, Terre Neuve, Tout-y-Faut et la Cigogne sont intégrés à l'agglomération.
Les autres hameaux sont : Recoux, les Rochers, Bois Menu, Antornac (aussi orthographié Antournac, ou Antournat au début du XXe siècle), Montboulard, la Croix Blanche, Frégeneuil, le Pétureau, le Peux, etc..

### Communes limitrophes
|           | L'Isle-d'Espagnac | Magnac-sur-Touvre |
| Angoulême | Soyaux            | Garat             |
|           | Dirac             |                   |

### Géologie et relief
La commune de Soyaux occupe le prolongement oriental du plateau d'Angoulême. Ce plateau allongé est limité au nord par une cuesta faisant face au nord : les Rochers, Recoux, Entreroches, et au sud par la vallée de l'Anguienne que franchit le viaduc du même nom de la rocade d'Angoulême.
Comme le plateau d'Angoulême, la roche est calcaire crétacée (Turonien - appelé aussi Angoumien -, et Coniacien plus en hauteur, sur l'épine dorsale du territoire communal). Au-dessus d'une altitude de  135 m environ, le calcaire est recouvert d'un dépôt du Tertiaire sablo-argileux appelé terre de brandes,. On le trouve principalement au Vieux Bourg, ainsi qu'à l'est de la commune dans les bois dit Brandes de Soyaux. Il a donné du sable rouge utilisé à la fonderie de Ruelle pour la confection des moules à canons. On trouve aussi une minuscule zone de calcaire du Santonien au point culminant de la commune à 161 m, dans les Brandes, au gouffre de Soyaux.
Le plateau, allongé et assez bombé transversalement, s'élève progressivement en allant vers l'est, et le point culminant de 166 m se trouve au Grand Lac, en limite de la commune de Garat non loin de Sainte-Catherine. La D.939 suit la crête de ce plateau sur toute la longueur de la commune.
Le point le plus bas, 56 m, se trouve dans la vallée de l'Anguienne, en limite avec la commune d'Angoulême, près du Petit Fresquet au pied de la Cigogne.
La roche calcaire est apparente sur les flancs de ce plateau, et ces petites falaises ont donné naissance à de nombreuses champignonnières par la suite d'extraction de pierre de taille, plus du côté sud (la Cigogne) que du côté nord (Recoux).

### Végétation
La commune est très boisée naturellement. On y trouve des bois de chênes sur les zones calcaires, mêlées à des châtaigniers, pins maritimes et bruyères dans les zones de brandes sur les hauteurs à l'est.
Le Bois de Soyaux est aménagé, entre le Champ de Manœuvre et le Vieux Bourg. Le Bois d'Antornac est situé entre Antornac et les Brandes de Soyaux, au nord de la route de Périgueux.
Le sol très pauvre n'a jamais permis de grandes cultures.

### Hydrographie

#### Réseau hydrographique

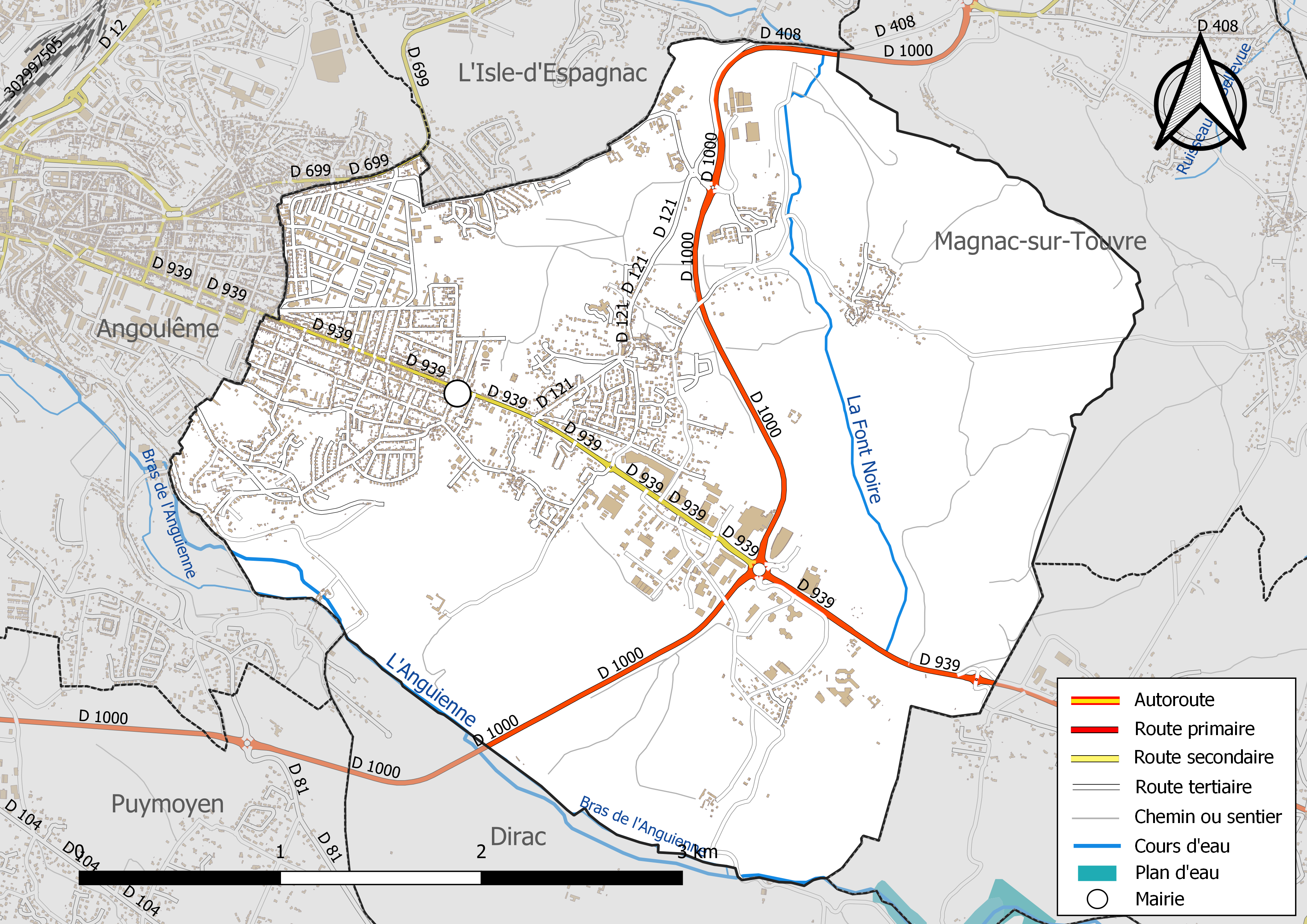
Réseaux hydrographique et routier de Soyaux.

La commune est située dans le bassin versant de la Charente au sein du Bassin Adour-Garonne. Elle est drainée par l'Anguienne, la Fontaine Noire, qui constituent un réseau hydrographique de 6 km de longueur totale,.
L'Anguienne, petit affluent de la Charente et passant au sud du plateau d'Angoulême, passe au sud de la commune et coule d'est en ouest.
Un petit vallon affluent de l'Anguienne descendant du Pétureau possède deux fontaines : la fontaine Charlemagne et la Font du Cerisier, situées au pied de la Cigogne.
Le Fossé de Montboulard, ruisseau temporaire, passe au pied de Montboulard et Antournac, et se dirige vers le nord pour donner naissance (au lieu-dit Recoux) à la Font Noire, affluent de la Touvre. C'est un vallon en V dans la forêt.

#### Gestion des eaux
Le territoire communal est couvert par le schéma d'aménagement et de gestion des eaux (SAGE) « Charente ». Ce document de planification, dont le territoire correspond au bassin de la Charente, d'une superficie de 9 300 km2, a été approuvé le 19 novembre 2019. La structure porteuse de l'élaboration et de la mise en œuvre est l'établissement public territorial de bassin Charente. Il définit sur son territoire les objectifs généraux d’utilisation, de mise en valeur et de protection quantitative et qualitative des ressources en eau superficielle et souterraine, en respect des objectifs de qualité définis dans le troisième SDAGE  du Bassin Adour-Garonne qui couvre la période 2022-2027, approuvé le 10 mars 2022.

### Climat
Comme dans les trois quarts sud et ouest du département, le climat est océanique aquitain, et semblable à celui de la ville de Cognac où est située la station météorologique départementale.
| Mois                              | jan. | fév.  | mars  | avril | mai   | juin  | jui.  | août  | sep.  | oct. | nov. | déc. | année   |
| --------------------------------- | ---- | ----- | ----- | ----- | ----- | ----- | ----- | ----- | ----- | ---- | ---- | ---- | ------- |
| Température minimale moyenne (°C) | 2    | 2,8   | 3,8   | 6,2   | 9,4   | 12,4  | 14,4  | 14    | 12,1  | 8,9  | 4,7  | 2,6  | 7,8     |
| Température moyenne (°C)          | 5,4  | 6,7   | 8,5   | 11,1  | 14,4  | 17,8  | 20,2  | 19,7  | 17,6  | 13,7 | 8,6  | 5,9  | 12,5    |
| Température maximale moyenne (°C) | 8,7  | 10,5  | 13,1  | 15,9  | 19,5  | 23,1  | 26,1  | 25,4  | 23,1  | 18,5 | 12,4 | 9,2  | 17,7    |
| Ensoleillement (h)                | 80   | 103,9 | 153,3 | 184,5 | 204,9 | 239,6 | 276,4 | 248,3 | 199,4 | 159  | 96,8 | 78,8 | 2 024,9 |
| Précipitations (mm)               | 80,4 | 67,3  | 65,9  | 68,3  | 71,6  | 46,6  | 45,1  | 50,2  | 59,2  | 68,6 | 79,8 | 80   | 783,6   |

## Urbanisme

### Typologie
Au 1er janvier 2024, Soyaux est catégorisée centre urbain intermédiaire, selon la nouvelle grille communale de densité à sept niveaux définie par l'Insee en 2022.
Elle appartient à l'unité urbaine d'Angoulême, une agglomération intra-départementale regroupant 18  communes, dont elle est une commune de la banlieue,,. Par ailleurs la commune fait partie de l'aire d'attraction d'Angoulême, dont elle est une commune du pôle principal,. Cette aire, qui regroupe 94 communes, est catégorisée dans les aires de 50 000 à moins de 200 000 habitants,.

### Occupation des sols
L'occupation des sols de la commune, telle qu'elle ressort de la base de données européenne d’occupation biophysique des sols Corine Land Cover (CLC), est marquée par l'importance des forêts et milieux semi-naturels (38,3 % en 2018), en diminution par rapport à 1990 (39,4 %). La répartition détaillée en 2018 est la suivante : 
forêts (38,3 %), zones urbanisées (25,4 %), zones agricoles hétérogènes (11,3 %), zones industrielles ou commerciales et réseaux de communication (10,8 %), terres arables (8,1 %), prairies (6,1 %). L'évolution de l’occupation des sols de la commune et de ses infrastructures peut être observée sur les différentes représentations cartographiques du territoire : la carte de Cassini (XVIIIe siècle), la carte d'état-major (1820-1866) et les cartes ou photos aériennes de l'IGN pour la période actuelle (1950 à aujourd'hui).

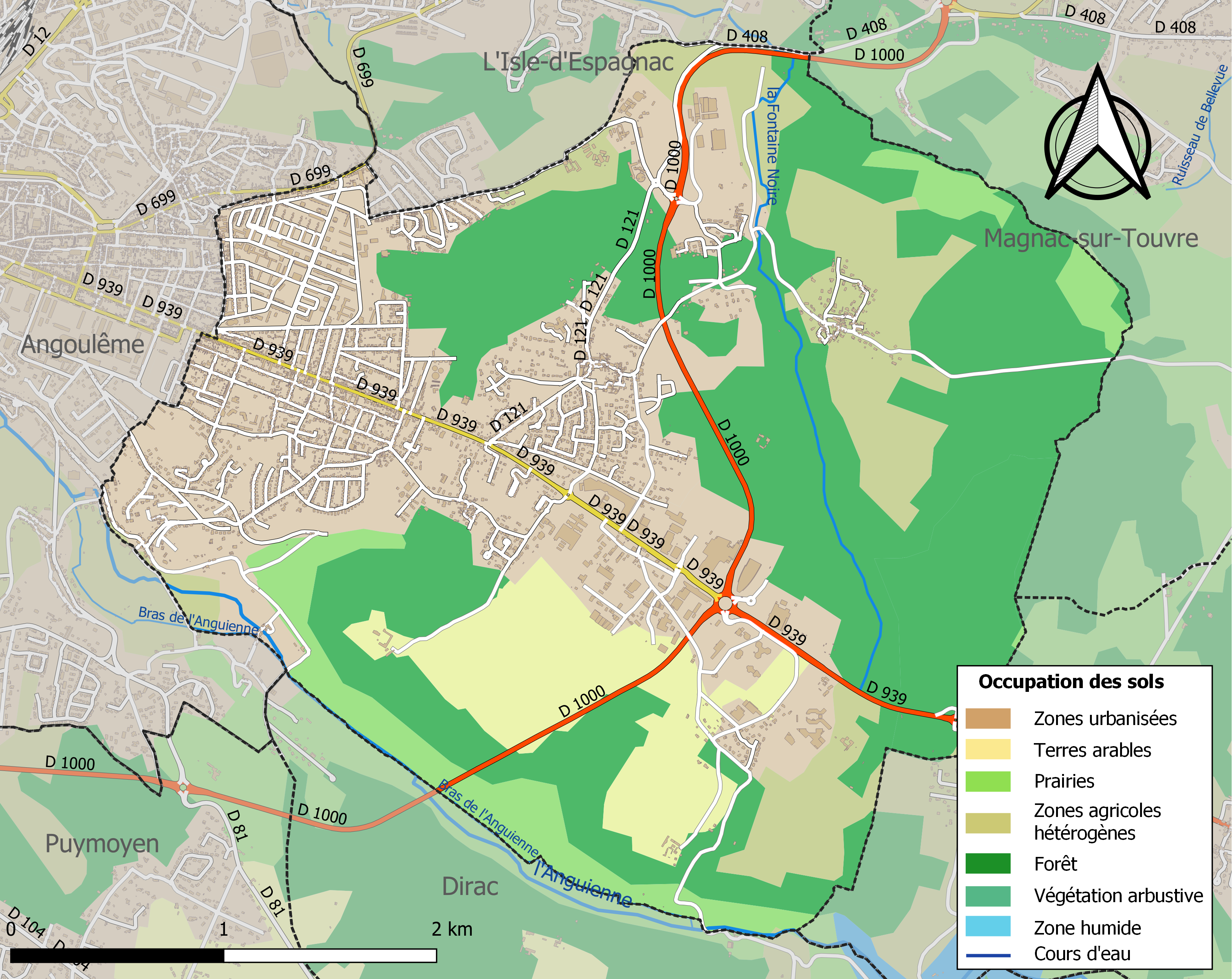
Carte des infrastructures et de l'occupation des sols de la commune en 2018 (CLC).
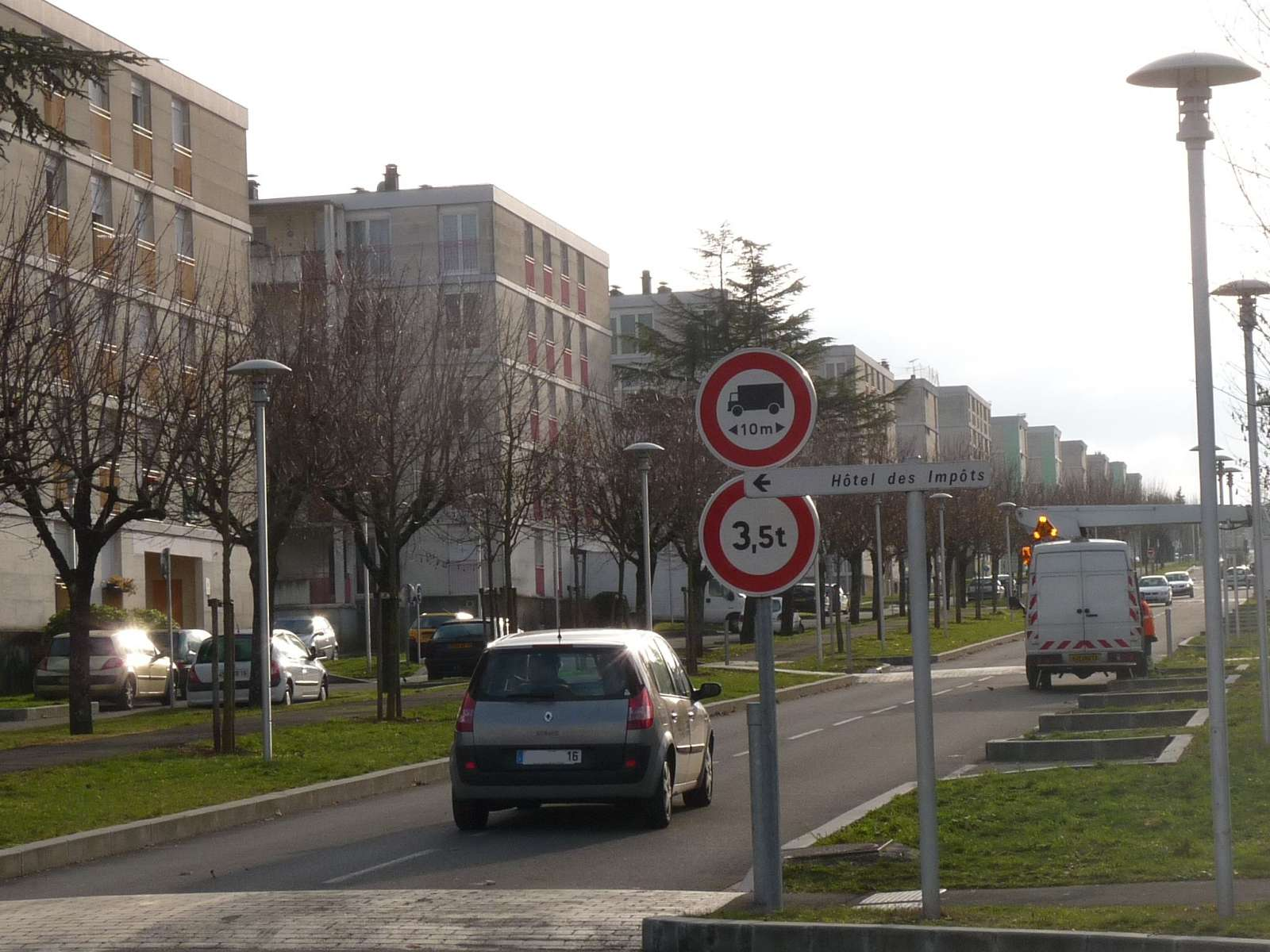
Le Champ de Manœuvre, boulevard Vincent-Auriol.

### Politique environnementale
Dans son palmarès 2024, le Conseil national de villes et villages fleuris de France a attribué trois fleurs à la commune.

### Risques majeurs
Le territoire de la commune de Soyaux est vulnérable à différents aléas naturels : météorologiques (tempête, orage, neige, grand froid, canicule ou sécheresse), feux de forêts et séisme (sismicité faible). Il est également exposé à un risque technologique, le transport de matières dangereuses. Un site publié par le BRGM permet d'évaluer simplement et rapidement les risques d'un bien localisé soit par son adresse soit par le numéro de sa parcelle.

#### Risques naturels
Soyaux est exposée au risque de feu de forêt du fait de la présence sur son territoire du massif de Soyaux. Un plan départemental de protection des forêts contre les incendies (PDPFCI) a été élaboré pour la période 2017-2026, faisant suite à un plan 2007-2016. Les mesures individuelles de prévention contre les incendies sont précisées par divers arrêtés préfectoraux et s’appliquent dans les zones exposées aux incendies de forêt et à moins de 200 mètres de celles-ci. L’arrêté du 3 mai 2016 règlemente l'emploi du feu en interdisant notamment d’apporter du feu, de fumer et de jeter des mégots de cigarette dans les espaces sensibles et sur les voies qui les traversent sous peine de sanctions. L'arrêté du 27 décembre 2019 rend le débroussaillement obligatoire, incombant au propriétaire ou ayant droit,,,.

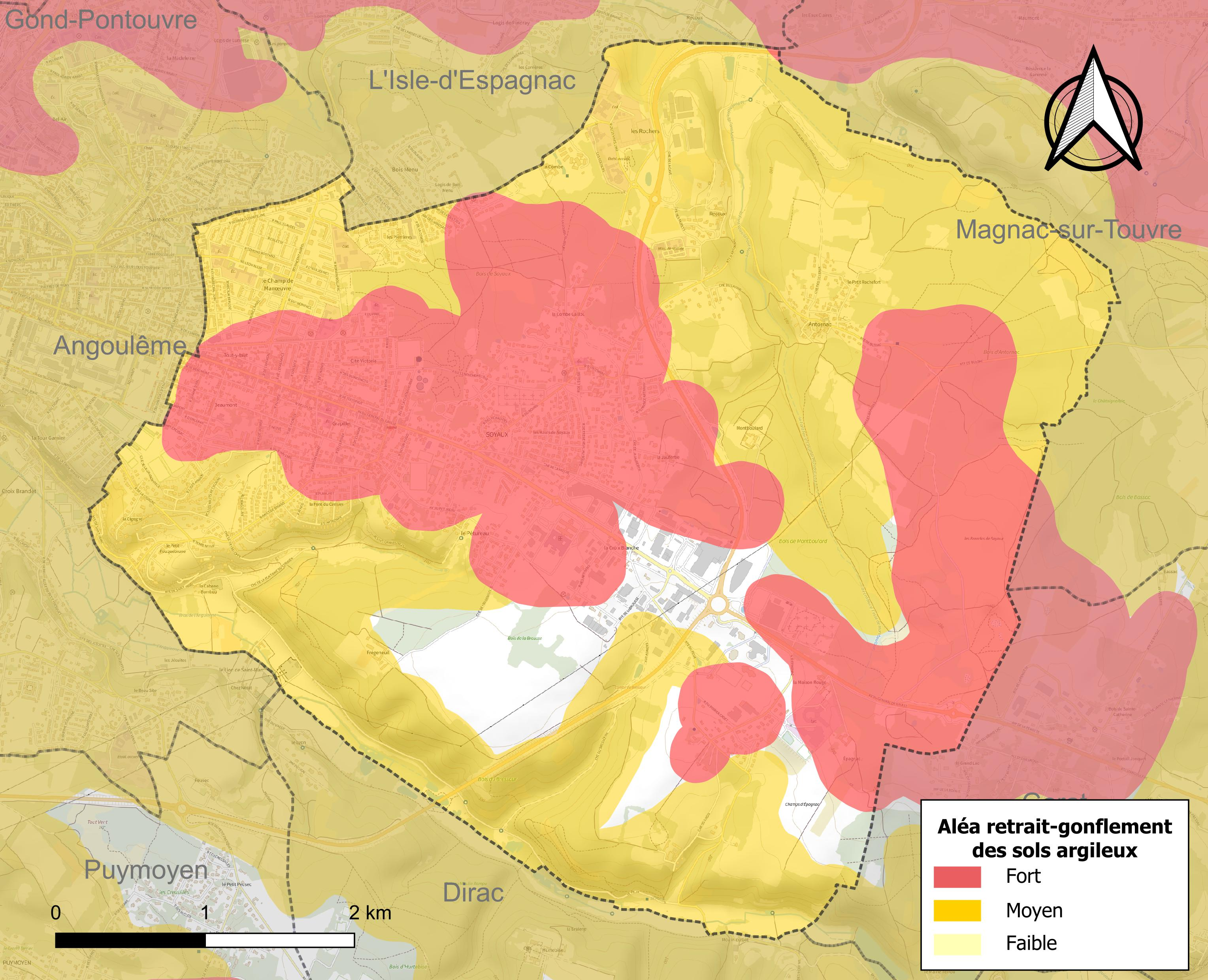
Carte des zones d'aléa retrait-gonflement des sols argileux de Soyaux.

Le retrait-gonflement des sols argileux est susceptible d'engendrer des dommages importants aux bâtiments en cas d’alternance de périodes de sécheresse et de pluie. 91,3 % de la superficie communale est en aléa moyen ou fort (67,4 % au niveau départemental et 48,5 % au niveau national). Sur les 2 850 bâtiments dénombrés sur la commune en 2019,  2 835 sont en aléa moyen ou fort, soit 99 %, à comparer aux 81 % au niveau départemental et 54 % au niveau national. Une cartographie de l'exposition du territoire national au retrait gonflement des sols argileux est disponible sur le site du BRGM,.
Par ailleurs, afin de mieux appréhender le risque d’affaissement de terrain, l'inventaire national des cavités souterraines permet de localiser celles situées sur la commune.
La commune a été reconnue en état de catastrophe naturelle au titre des dommages causés par les inondations et coulées de boue survenues en 1982, 1983, 1988, 1993, 1999 et 2012. Concernant les mouvements de terrains, la commune a été reconnue en état de catastrophe naturelle au titre des dommages causés par la sécheresse en 1989, 1995, 2003, 2009, 2010, 2011 et 2017 et par des mouvements de terrain en 1999.

#### Risques technologiques
Le risque de transport de matières dangereuses sur la commune est lié à sa traversée par une ou des infrastructures routières ou ferroviaires importantes ou la présence d'une canalisation de transport d'hydrocarbures. Un accident se produisant sur de telles infrastructures est susceptible d’avoir des effets graves sur les biens, les personnes ou l'environnement, selon la nature du matériau transporté. Des dispositions d’urbanisme peuvent être préconisées en conséquence.

## Toponymie
Les formes anciennes sont in montem Soilis en 908, de Suellis en 1110, de Soellis en 1138, in monte Soillis, de Soellis, inter Soellos en 1273.
Albert Dauzat et Charles Rostaing expliquent Soyaux par un dérivé en -ELLU du bas latin sutis « porcherie ».
Ernest Nègre reprend leur hypothèse en proposant, de manière sensiblement différente, le terme en langue d'oïl sot, soue « toit à porcs », suivi du suffixe diminutif pluriel -els, c'est-à-dire « petits abris pour les porcs ». Toutefois cette partie de la France était occitane au Moyen Âge.
Jean Talbert est le seul à envisager un dérivé de l'occitan limousin suei « sureau », ce qui suppose une forme * sueiels (non attestée). À noter que le mot suei est proche du français médiéval seü « sureau » (1176, Chrétien de Troyes, Cligès, éd. A. Micha, 4725) et remonte au latin sabucus, variante de sambucus. Le terme occitan est sambuc et ne convient, à l'évidence, pas ici.
Homonymie avec Suaux (de Soellis, en 1281), autre commune de la Charente, et Souyeaux dans les Hautes-Pyrénées (de Soyellis).

## Histoire

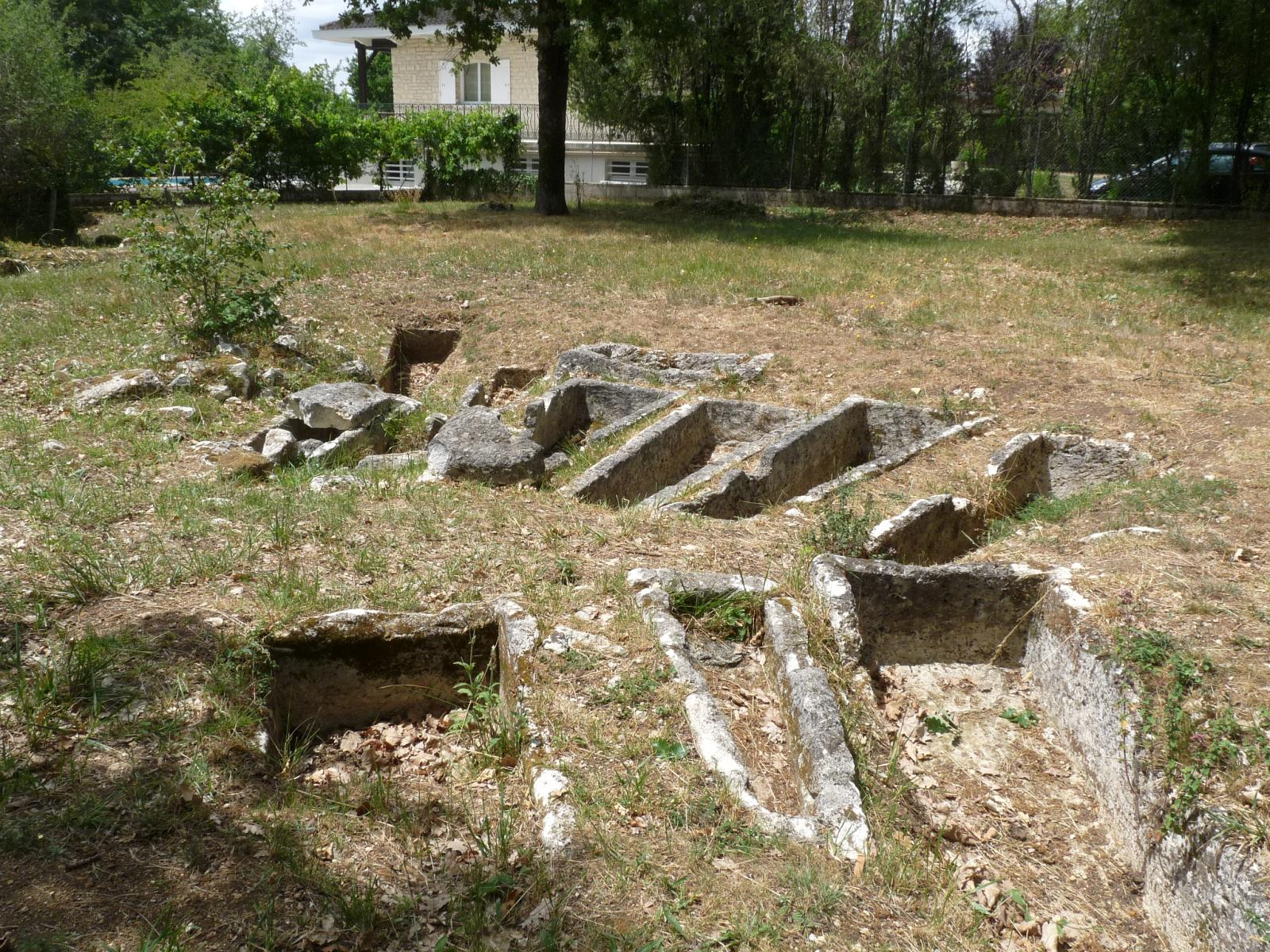
Le cimetière médiéval.

Des vestiges témoignent d'une occupation ancienne. Sur le plateau de Recoux qui forme une pointe avec éperon barré, un habitat du Néolithique a été trouvé, ainsi que quelques outils et céramique de la Tène III. Juste à l'est, à la Font Noire, des canaux, céramique sigillée et tegulae montrent une occupation gallo-romaine, avec une probable villa.
Un vaste cimetière avec sarcophages a été découvert vers 1850 à l'ouest du Pétureau, avec couvercles tectiformes. Des vestiges de constructions portaient le nom de ville du Roulle. Une ancienne voie romaine, le chemin des Anglais formait la limite de commune avec L'Isle-d'Espagnac. Une autre voie antique présumée, allant d'Angoulême à Nontron, passerait près du Pétureau,.
Le logis de Frégeneuil était le siège d'une seigneurie qui, au milieu du XVIe siècle, appartenait à Pierre Géraud, écuyer.
Au XIXe siècle, la haute société d'Angoulême, du département et de départements voisins se donnaient rendez-vous dans les landes de Soyaux pour assister pendant deux ou trois jours du mois de mai, à des courses de chevaux, qui se sont arrêtées après l'établissement de l'hippodrome à la Tourette, au sud d'Angoulême.
C'est aussi à cette époque et avant la construction de la Cité qu'y avaient lieu les manœuvres des troupes d'artillerie en garnison à Angoulême. On y a vu aussi évoluer quelques biplans.
Au début du XXe siècle et un peu avant, une des principales ressources des habitants était l'extraction de la pierre de taille. Les principales carrières étaient le Peu, le Bressour, la Font du Cerisier, dont les pierres ont servi en partie à la construction de l'hôtel de ville d'Angoulême. L'industrie était aussi représentée par des ateliers de façonnage de papier à Beaumont, de M. Coussot-Desbordes.

## Politique et administration

### Liste des maires
| Période                                  | Période                      | Identité           | Étiquette | Qualité |
| ---------------------------------------- | ---------------------------- | ------------------ | --------- | --- |
| Les données manquantes sont à compléter. |                              |                    |           | |
| 1914                                     | 1944                         | Jean Mouillefarine | Droite    | Industriel Conseiller général d'Angoulême-II (1919 → 1922) Chevalier de la Légion d'honneur, Croix de guerre 14-18                                                                |
| Les données manquantes sont à compléter. |                              |                    |           | |
| mars 1971                                | mars 1989                    | Lucien Petit       | PS        | Conseiller général de Soyaux (1973 → 1988) |
| mars 1989                                | En cours (au 3 juillet 2020) | François Nebout    | DVD       | Médecin Conseiller départemental d'Angoulême-3 (2015 → ) 6e vice-président du conseil départemental (2015 → 2021) Vice-président de GrandAngoulême Réélu pour le mandat 2020-2026 |

### Intercommunalité
Soyaux appartient au Grand Angoulême qui regroupe 38 communes et qui sur son ancien périmètre de 16 communes, pour 2,85 % de la surface du département de la Charente représente 29,83 % de sa population.
De 1973 à 2015, Soyaux était le chef-lieu de son propre canton.

### Jumelages
- Monifieth (Écosse) depuis 1994[36].
- Palos de la Frontera (Espagne) depuis 1995[36].
- Ivančice (Tchéquie) depuis 2001[36].

## Démographie
Les habitants sont les Sojaldiciens.

### Évolution démographique
L'évolution du nombre d'habitants est connue à travers les recensements de la population effectués dans la commune depuis 1793. Pour les communes de moins de 10 000 habitants, une enquête de recensement portant sur toute la population est réalisée tous les cinq ans, les populations de référence des années intermédiaires étant quant à elles estimées par interpolation ou extrapolation. Pour la commune, le premier recensement exhaustif entrant dans le cadre du nouveau dispositif a été réalisé en 2006.

En 2022, la commune comptait 10 057 habitants, en évolution de +7,49 % par rapport à 2016 (Charente : −0,48 %, France hors Mayotte : +2,11 %).
| 1793 | 1800 | 1806 | 1821 | 1831 | 1841 | 1846 | 1851 | 1856 |
| ---- | ---- | ---- | ---- | ---- | ---- | ---- | ---- | ---- |
| 486  | 496  | 517  | 474  | 568  | 605  | 676  | 654  | 615  |

| 1861 | 1866 | 1872 | 1876 | 1881  | 1886  | 1891  | 1896  | 1901  |
| ---- | ---- | ---- | ---- | ----- | ----- | ----- | ----- | ----- |
| 653  | 700  | 730  | 793  | 1 061 | 1 311 | 1 447 | 1 515 | 1 514 |

| 1906  | 1911  | 1921  | 1926  | 1931  | 1936  | 1946  | 1954  | 1962  |
| ----- | ----- | ----- | ----- | ----- | ----- | ----- | ----- | ----- |
| 1 540 | 1 630 | 1 681 | 1 836 | 2 075 | 2 282 | 2 698 | 2 959 | 6 588 |

| 1968   | 1975   | 1982   | 1990   | 1999   | 2006   | 2011  | 2016  | 2021  |
| ------ | ------ | ------ | ------ | ------ | ------ | ----- | ----- | ----- |
| 11 680 | 12 717 | 10 903 | 10 353 | 10 177 | 10 386 | 9 538 | 9 356 | 9 995 |

| 2022   | - | - | - | - | - | - | - | - |
| ------ | - | - | - | - | - | - | - | - |
| 10 057 | - | - | - | - | - | - | - | - |

En 2009, Soyaux comptait 9 959 habitants  (soit une baisse de 3 % par rapport à 1999). La commune occupait le 1 005e rang au niveau national, alors qu'elle était au 876e en 1999, et le 3e au niveau départemental sur 404 communes.
Au début du XXIe siècle, les modalités de recensement ont été modifiées par loi du 27 février 2002, dite loi de démocratie de proximité, afin de permettre, après une période transitoire courant de 2004 à 2008, la publication annuelle de la population légale des différentes circonscriptions administratives françaises.
Pour les communes dont la population est supérieure à 10 000 habitants, une enquête par sondage est effectuée chaque année, la totalité du territoire de ces communes est prise en compte au terme de la même période de cinq ans. La première population légale postérieure à celle de 1999 et s’inscrivant dans ce nouveau dispositif est entrée en vigueur au 1er janvier 2009 et correspond au recensement de l’année 2006.
Le maximum de la population a été atteint en 1975 avec 12 717 habitants.

### Pyramide des âges
La population de la commune est relativement jeune.
En 2018, le taux de personnes d'un âge inférieur à 30 ans s'élève à 35,9 %, soit au-dessus de la moyenne départementale (30,2 %). À l'inverse, le taux de personnes d'âge supérieur à 60 ans est de 28,7 % la même année, alors qu'il est de 32,3 % au niveau départemental.
En 2018, la commune comptait 4 389 hommes pour 5 164 femmes, soit un taux de 54,06 % de femmes, largement supérieur au taux départemental (51,59 %).
Les pyramides des âges de la commune et du département s'établissent comme suit.
| Hommes | Classe d’âge | Femmes |
| ------ | ------------ | ------ |
| 0,8    | 90 ou +      | 2,2    |
| 7,9    | 75-89 ans    | 12,1   |
| 15,9   | 60-74 ans    | 17,9   |
| 17,6   | 45-59 ans    | 18,8   |
| 18,3   | 30-44 ans    | 16,3   |
| 15,9   | 15-29 ans    | 15,0   |
| 23,7   | 0-14 ans     | 17,8   |

| Hommes | Classe d’âge | Femmes |
| ------ | ------------ | ------ |
| 1      | 90 ou +      | 2,7    |
| 9,2    | 75-89 ans    | 12     |
| 20,6   | 60-74 ans    | 21,3   |
| 20,7   | 45-59 ans    | 20,3   |
| 16,8   | 30-44 ans    | 16     |
| 15,6   | 15-29 ans    | 13,4   |
| 16,1   | 0-14 ans     | 14,3   |

## Économie

### Secteur tertiaire
La commune possède deux zones d'activités, la zone de Recoux au nord, et la zone de la Croix Blanche à l'est, avec entre autres une imprimerie Rotanotice (80 salariés) et d'emballage plastique (45 employés) ainsi que la caisse régionale du Crédit agricole Charente-Périgord (170 employés),.

### Commerces
La commune possède une zone commerciale importante, le parc commercial de la Croix Blanche, avec un des deux premiers hypermarchés de l'agglomération, construit en 1971. Appelé Rendez-Vous, il s'appelle depuis les années 1990 Carrefour.
Il y a aussi Conforama, Jardiland et Leroy Merlin.
En 2013, une nouvelle zone commerciale, la Jaufertie, a été inaugurée face au centre clinical. De nombreuses enseignes y sont présentes telles qu'Auchan Drive, Flunch, Electrot Depot, Coiff'n Co...
Le centre commercial du Champ de Manœuvre offre aux habitants de nombreux commerces de proximité (alimentation, boulangerie, vêtement, pharmacies, auto-écoles, coiffure, tabac, presse).
L'avenue du Général-de-Gaulle, artère principale de la ville (route de Périgueux), offre aussi de nombreux commerces.
Il y a aussi deux marchés de plein-air, place Lucien-Petit et place Jean-Jacques-Rousseau.

### Revenu de la population
En 2008, le revenu fiscal médian par ménage était de 14 647 €, ce qui plaçait Soyaux au 27 585e rang  parmi les 31 604 communes de plus de 50 ménages en métropole.

## Équipements, services et vie locale

### Enseignement
Soyaux possède deux collèges, Romain-Rolland et Pierre-Mendès-France, et un lycée public, le lycée professionnel Jean-Albert-Grégoire,.
En 2011, le collège Pierre-Mendès-France 555 élèves répartis dans 23 classes (dont une UPI), et le collège Romain-Rolland accueille 221 élèves répartis dans 13 classes (dont une SEGPA).
Il y a aussi cinq écoles élémentaires (Célestin-Freinet, Édouard-Herriot, Jean-Monnet, Jean-Moulin et l'école du bourg) et cinq écoles maternelles publiques (Charles-Perrault, Jule-Victoire-Daubie, Paul-Éluard, Pauline-Kergomard, Saint-Exupéry).

### Sports et activités

#### Équipements sportifs
La commune offre de nombreux équipements sportifs :
- 5 stades
- 4 gymnases
- salle de danse
- salle de boxe
- tennis : 3 courts extérieurs et 3 courts couverts
- piste de bicross
- équipement de proximité
- site d'escalade naturel, à la Font Noire
- skate parc
- parcours sportif

#### Manifestations et associations sportives
- Club de rugby était le Rugby Club de Soyaux mais a fusionné en mai 2010 avec celui d'Angoulême (le Sporting club d'Angoulême) qui s'appelle maintenant le Soyaux Angoulême XV Charente[51].
- AS BB Soyaux (Association sportive basket-ball de Soyaux) est le club de basket-ball (mixte) de la commune, fondé en 1993.
- De nombreuses associations et amicales pratiquent des activités sportives de tout genre (karaté, football, badminton, danse, gymnastique, judo, boxe, randonnée, etc.)[47].

### Santé
- Centre clinical (80 médecins, 165 salariés, 246 lits, 24 000 m2), ouvert depuis janvier 2010[52],[45]
- Institut médico-éducatif
- Établissement de convalescence
- Maison de retraite (30 places), ouvert depuis 1904
- Médecins généralistes

### Cultes
- Culte catholique : messe hebdomadaire à l'église Saint-Mathieu le samedi à 18 h 30, et dimanche à 11 h en alternance avec Saint-Joseph-l'Artisan[53].
- Culte musulman : le vendredi, à la nouvelle mosquée Fath El Mominine, construite en 2008, une des trois de Charente[Note 10],[54].

### Transports urbains
Ils sont assurés par les transports en commun d'Angoulême qui desservent l'agglomération, les lignes no 3, 5, 6, 25, D. Les lignes scolaires sont 57, 58, 59, 66.

## Culture locale et patrimoine

### Lieux et monuments

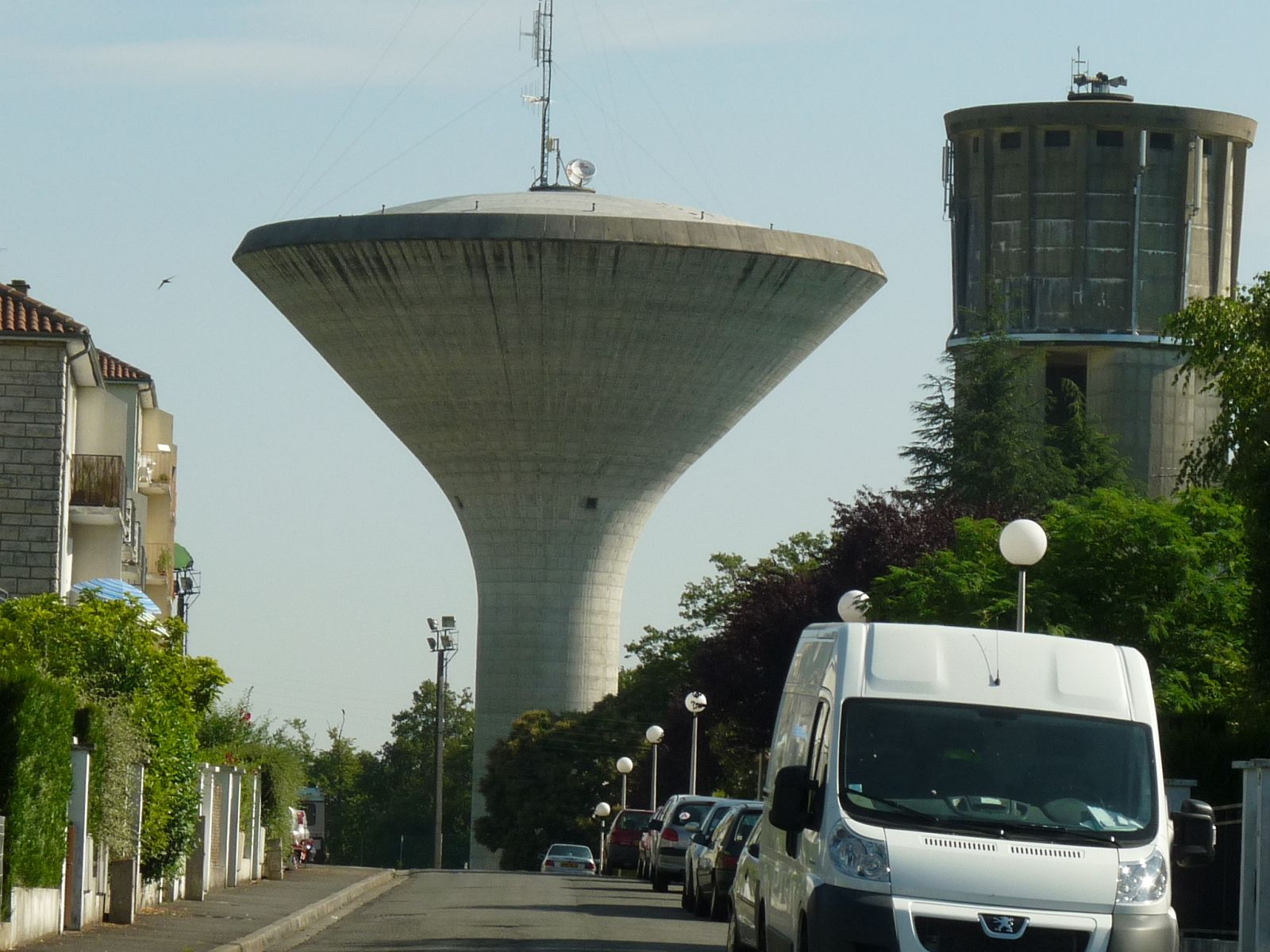
Le château d'eau.
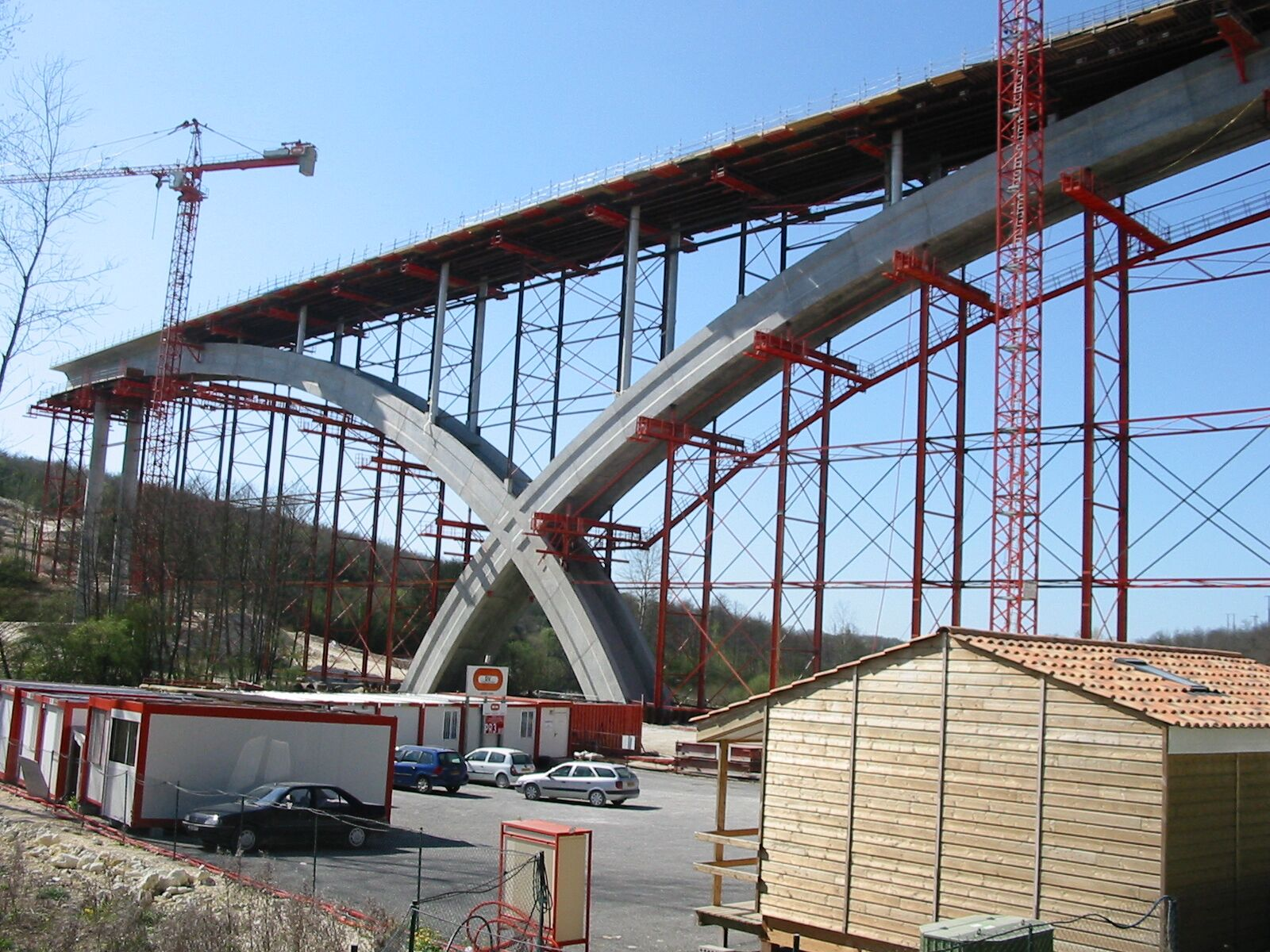
Construction du viaduc de l'Anguienne en 2003.
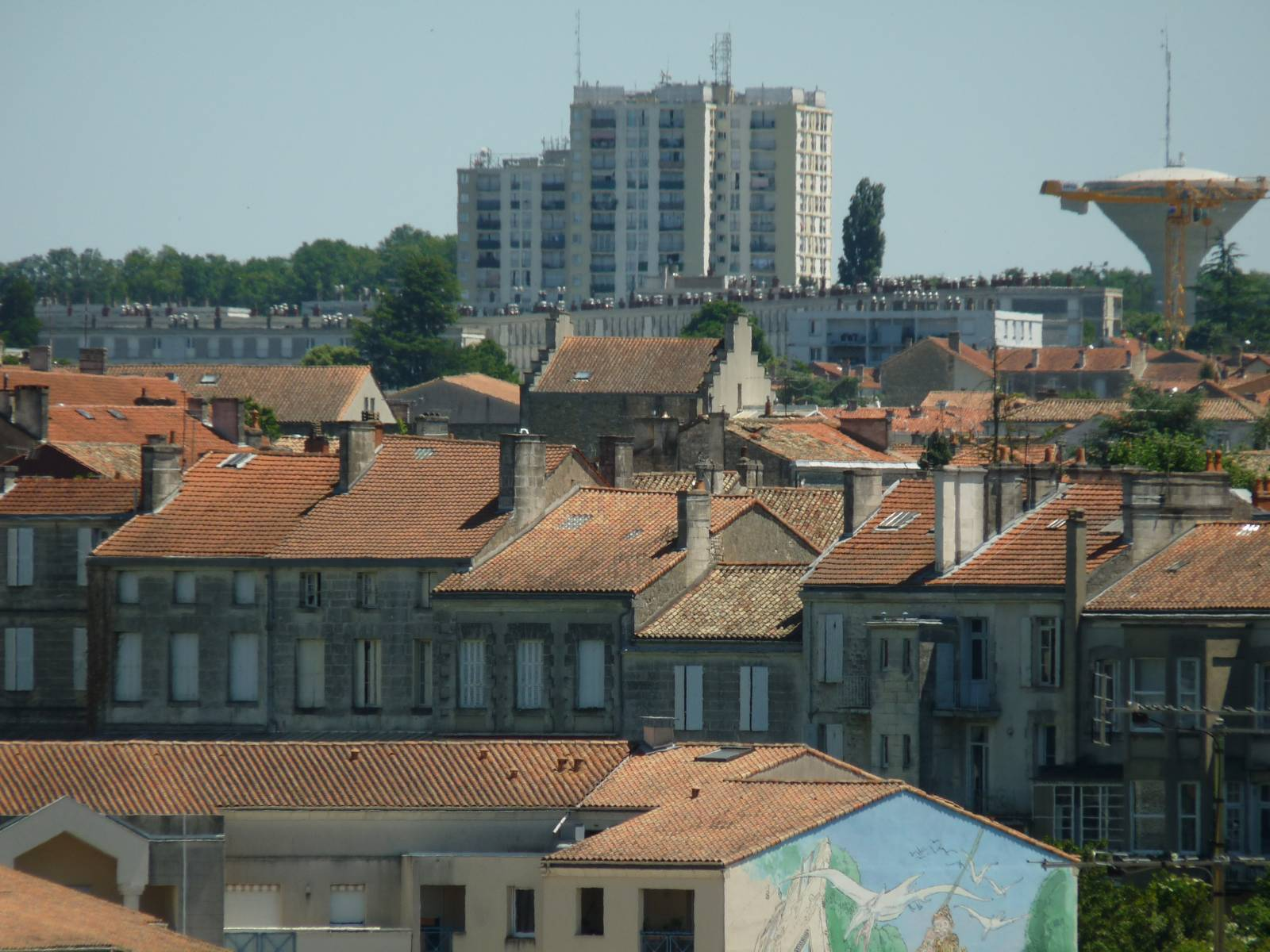
Les tours de Soyaux vues depuis Angoulême.

#### Patrimoine religieux
Soyaux possède une belle église romane rénovée récemment, l'église de Saint-Mathieu, située au bourg. Elle fut édifiée au cours de la deuxième moitié du XIIe siècle et elle est inscrite monument historique depuis 1949.

L'église paroissiale
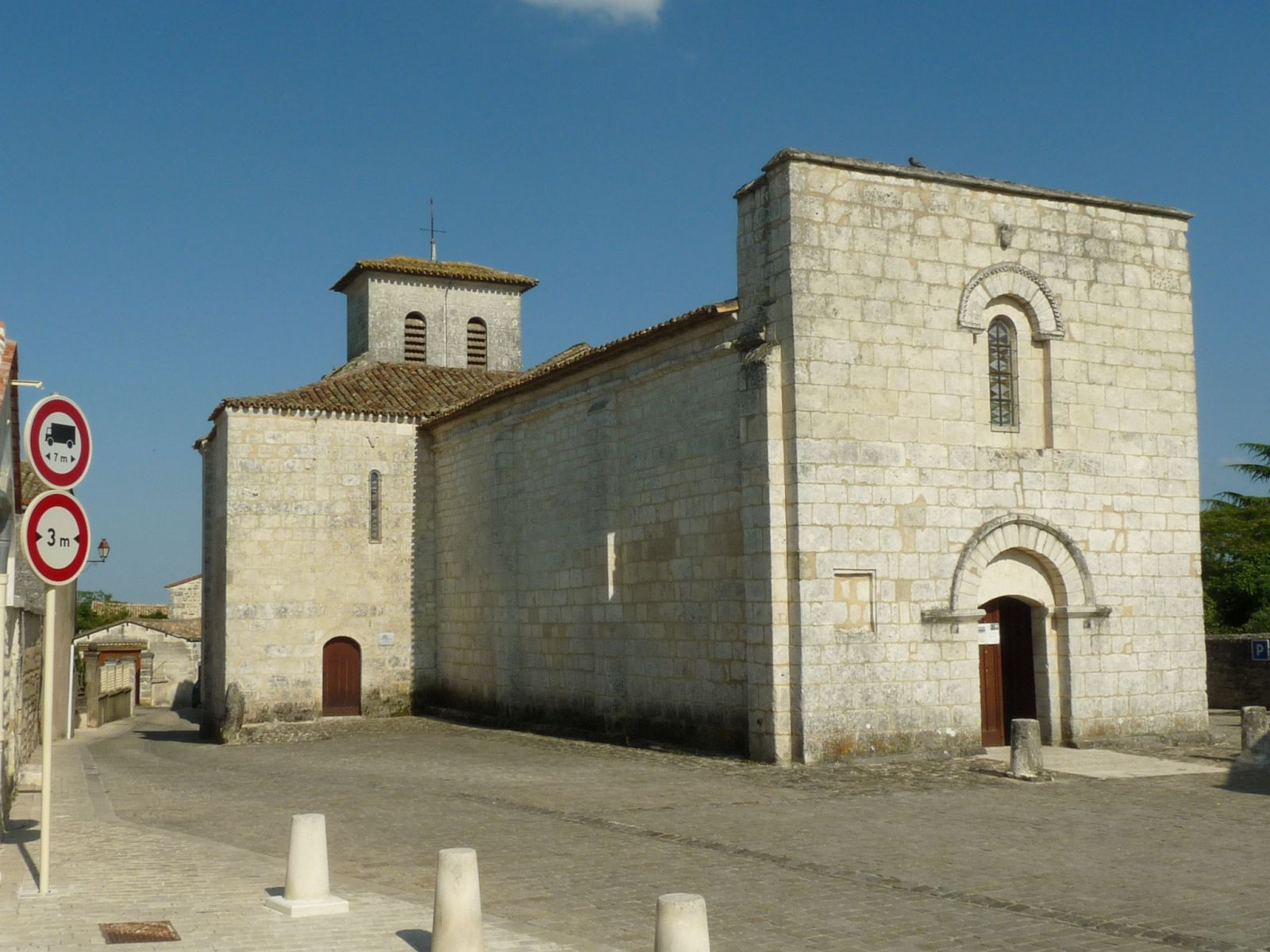
Vue générale.
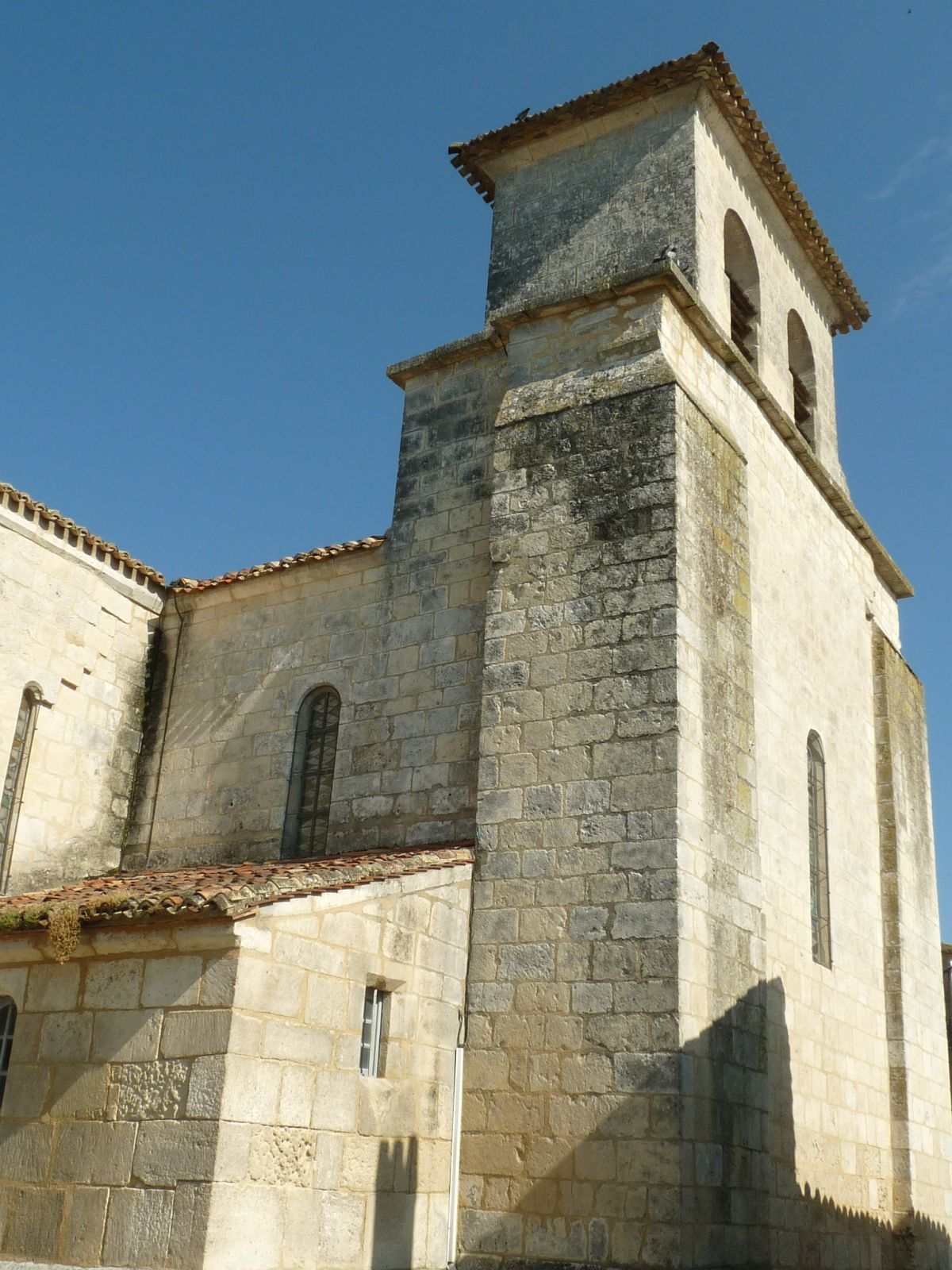
Le clocher, à l'arrière.
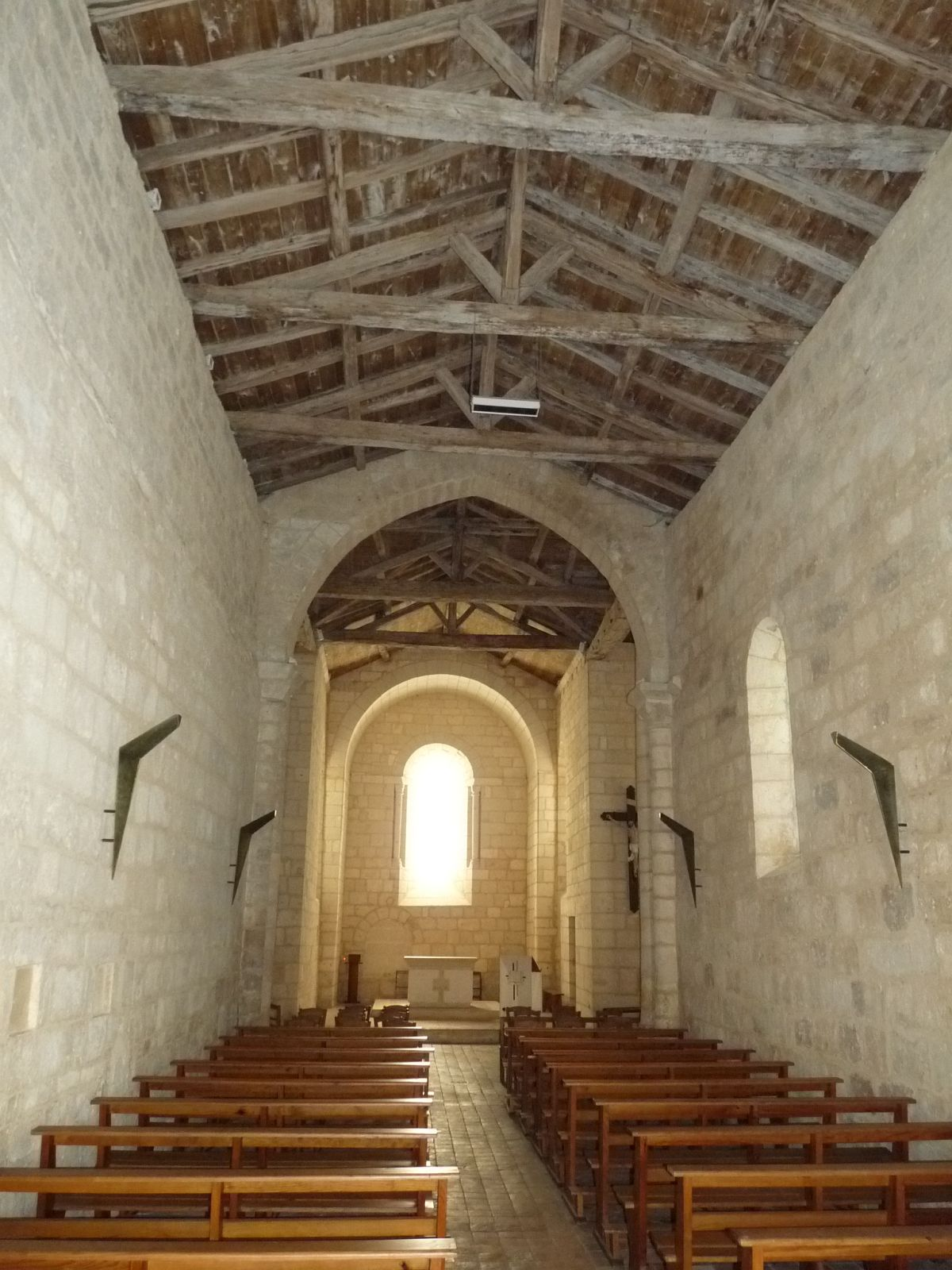
L'intérieur.
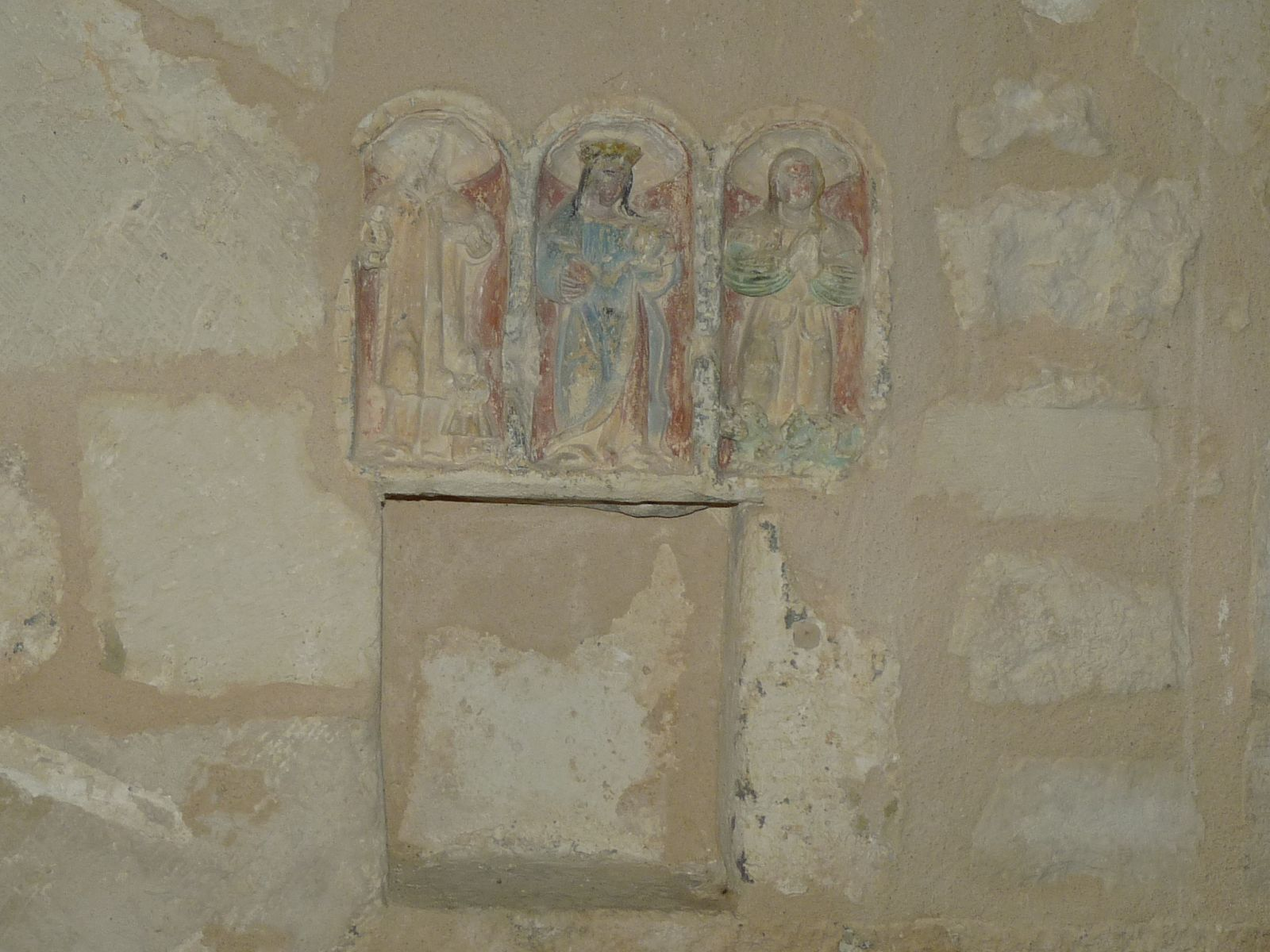
Sculptures médiévales et niche.

#### Patrimoine civil

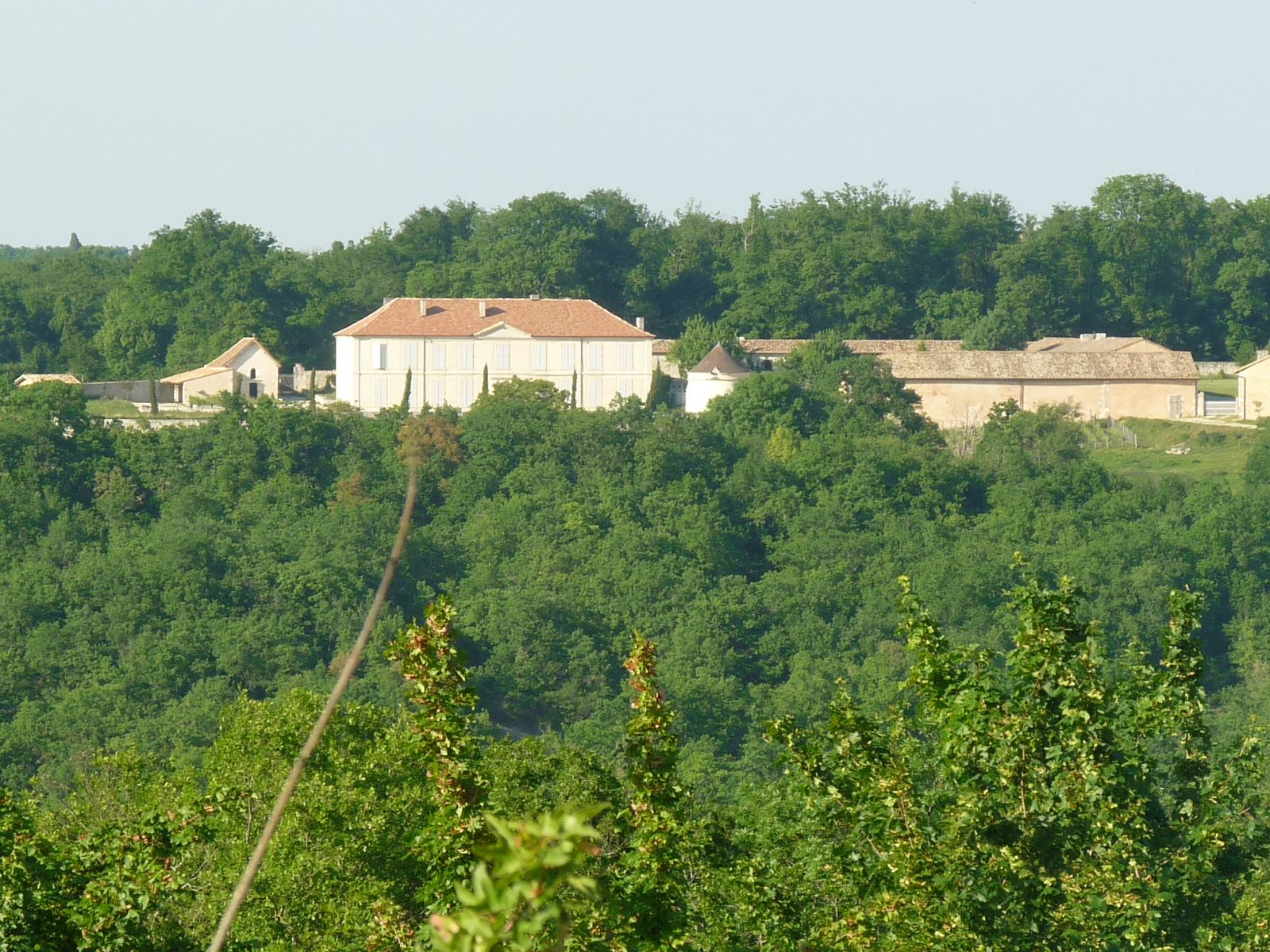
Frégeneuil vu de la route de Lavalette.

Le logis de Frégeneuil qui présente une longue façade à un étage du XVIIIe siècle se terminant au centre par un fronton triangulaire et des dépendances du XVIIe siècle. Il a été inscrit monument historique le 16 décembre 1996.
Le logis de Montboulard : cette ferme fortifiée au corps de logis rectangulaire flanqué d'une tour carrée et d'une échauguette couverte en poivrière daterait du XVe siècle.

### Patrimoine environnemental
Soyaux possède de nombreux lavoirs et fontaines, dont la fontaine Charlemagne et la Font du Cerisier au bas du hameau du Pétureau.

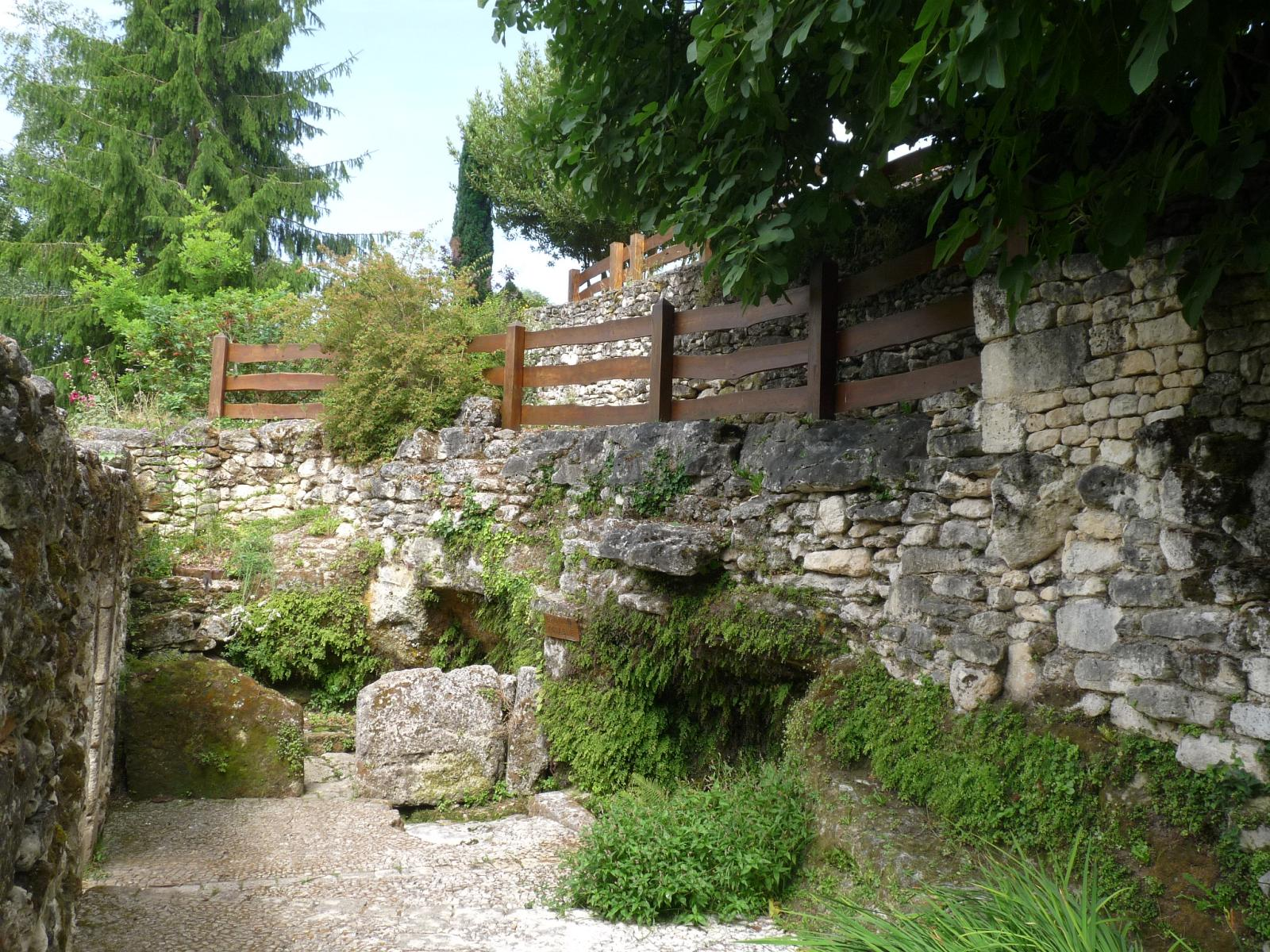
Fontaine Charlemagne.
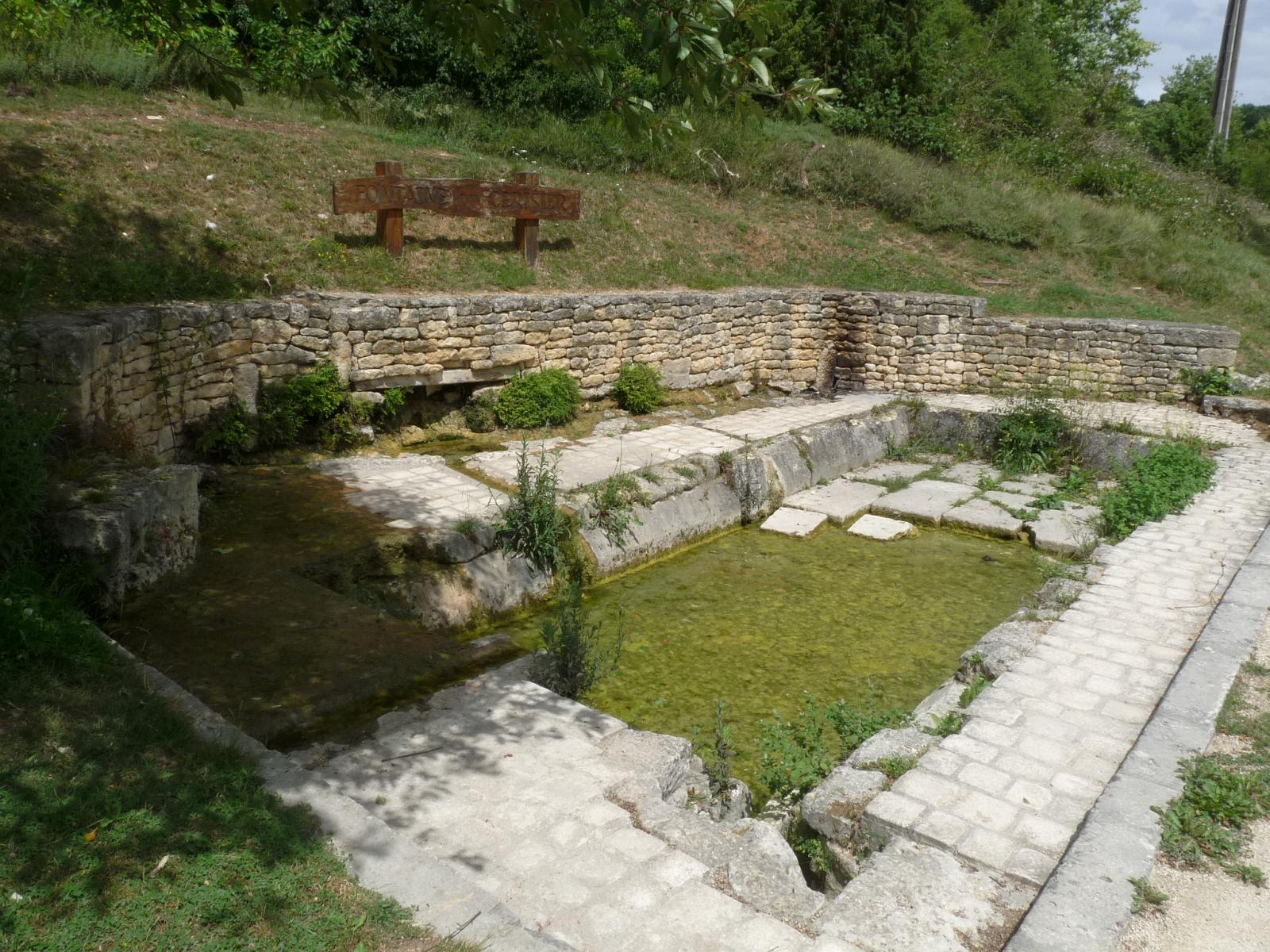
Font du Cerisier.
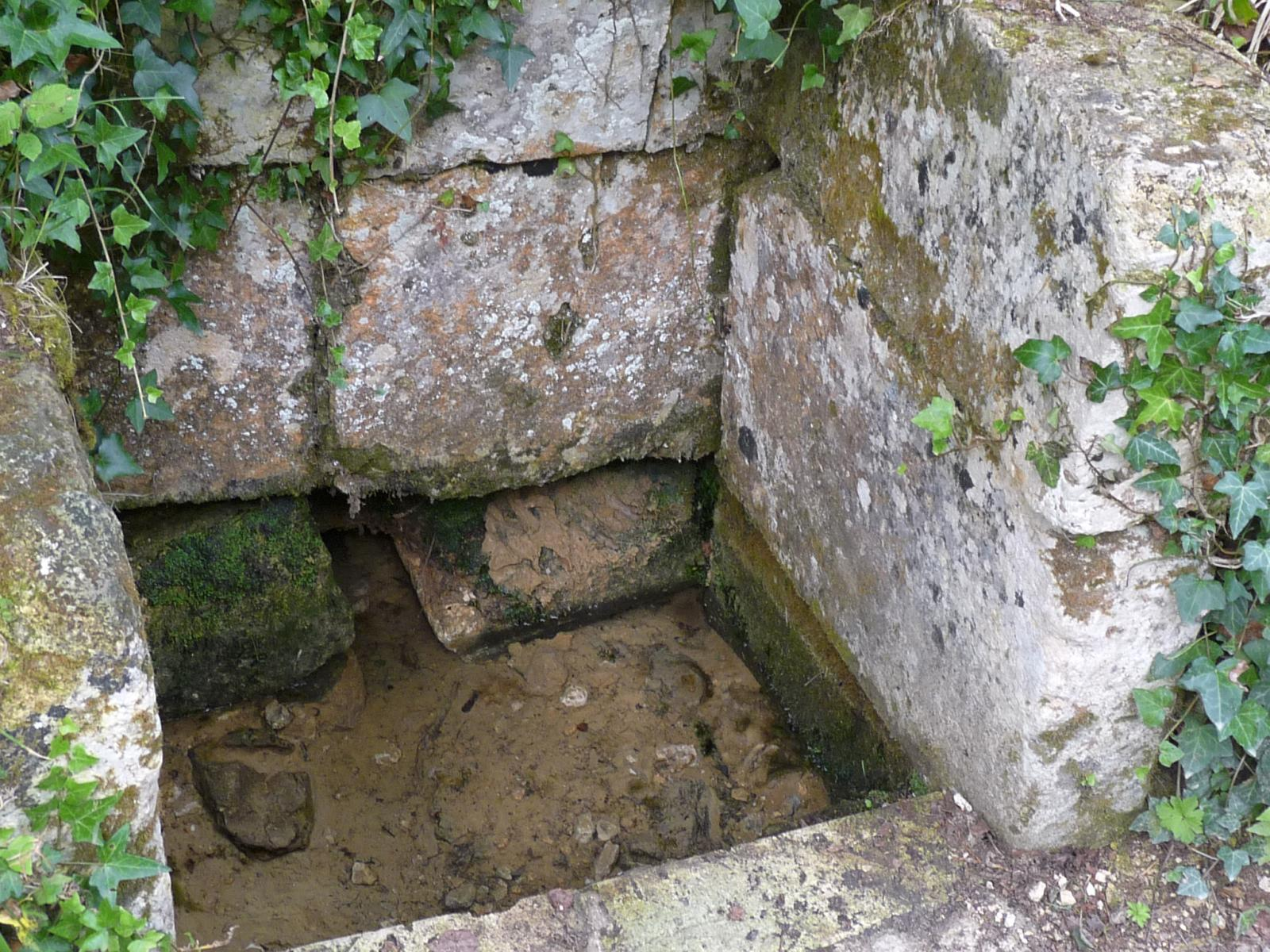
Fontaine d'Antornac.
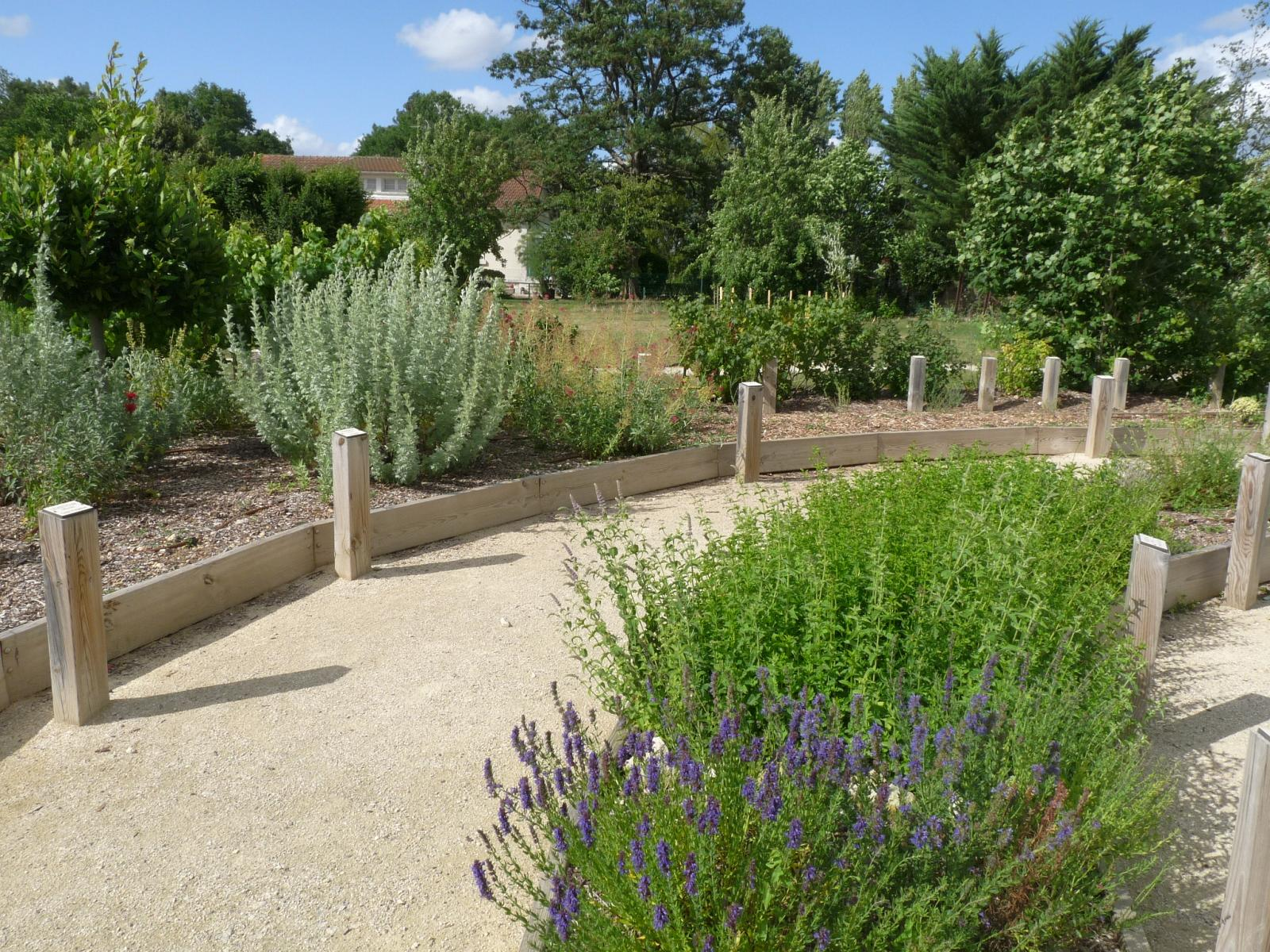
Le jardin des senteurs et saveurs.

- Le Jardin des senteurs et saveurs (allée de la Combe Cailloux, près du vieux bourg) a été réalisé par la mairie en 2004. Il contient :
- 10 espèces et variétés de rosiers anciens ;
  - 14 espèces et variétés de plantes grimpantes odorantes ;
  - 14 espèces et variétés d'arbustes à fruits ;
  - 1 collection de santolines ;
  - 1 collection de lavandes ;
  - 20 espèces et variétés d'arbustes de senteur ;
  - 46 espèces et variétés de plantes aromatiques.

Ouvert toute l'année, son accès est gratuit.
- Aire de loisirs Les Brandes sur l'emplacement de l'ancien zoo est ouverte depuis le 13 juillet 2007. Sur 7 ha de terrain boisé on trouve des places de pique-nique et des jeux.
- Les Brandes de Soyaux un ancien terrain militaire de 70 ha de landes protégées. La ville y a emménagé un sentier de découverte pédagogique d'une longueur de 4,5 km qui permet de découvrir la faune et flore remarquable du site. Il a été inauguré le 7 mai 2007[59].

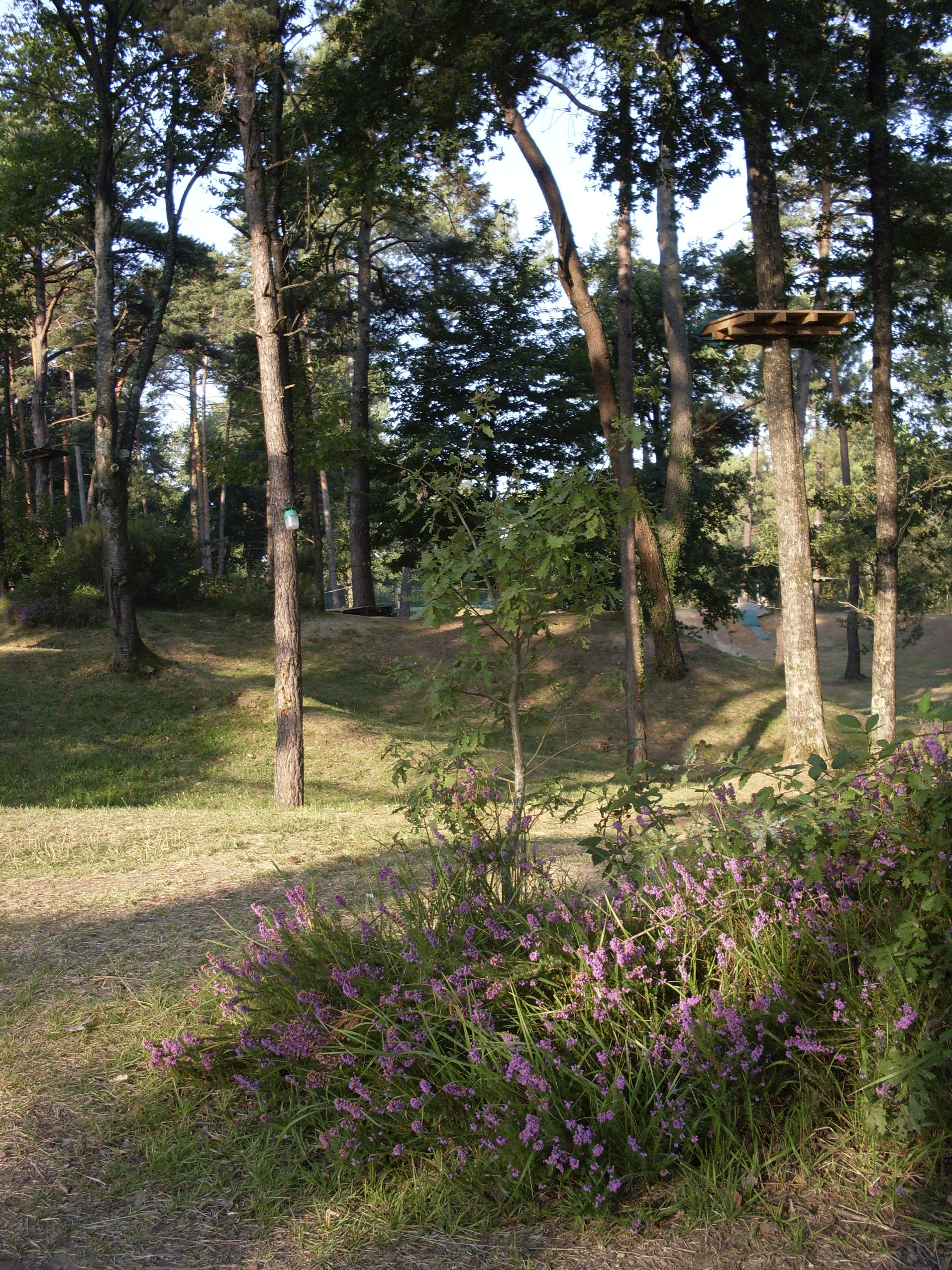
L'aire de loisirs des Brandes
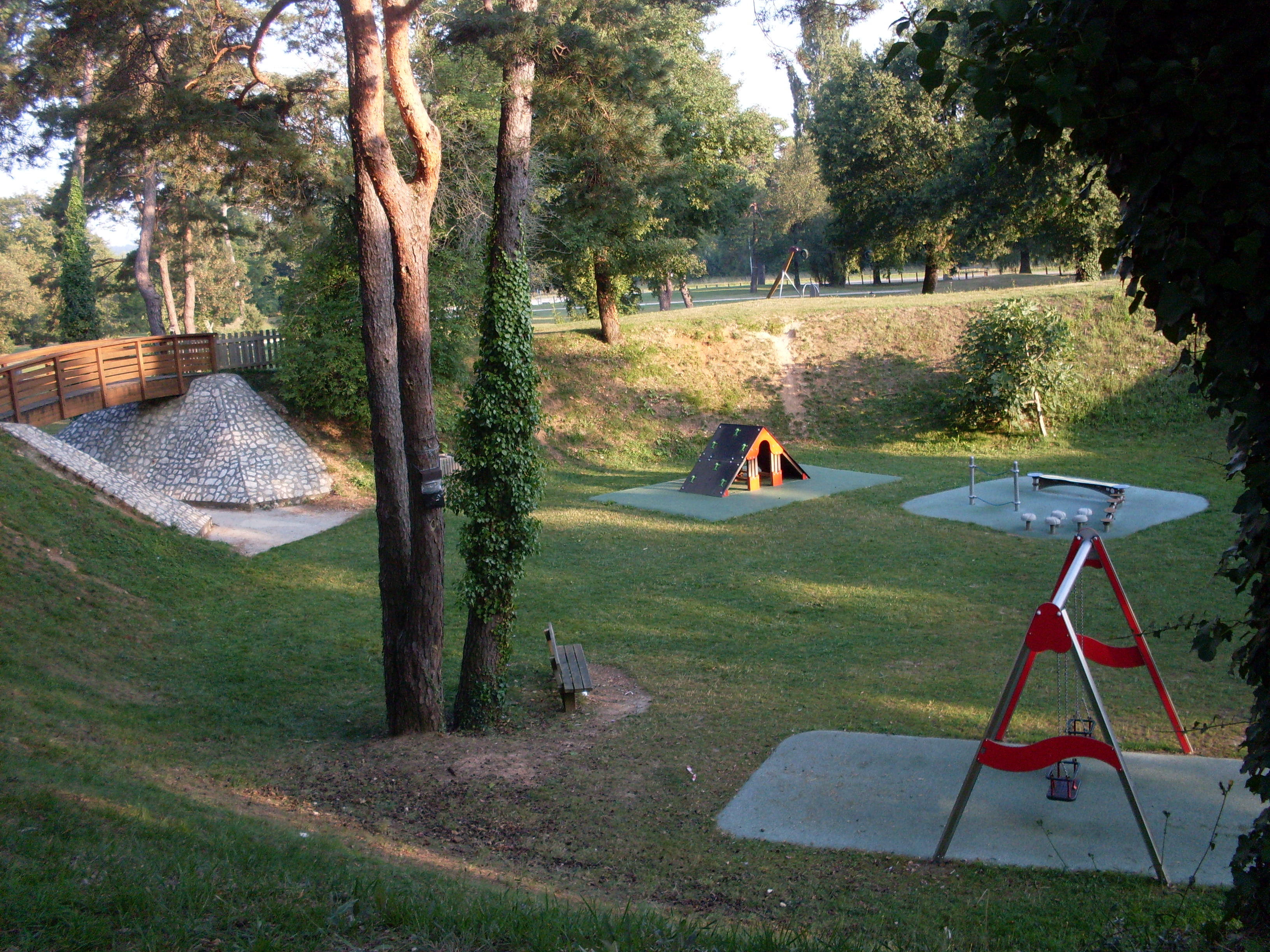
Terrain de jeux sur l'aire de loisir des Brandes.
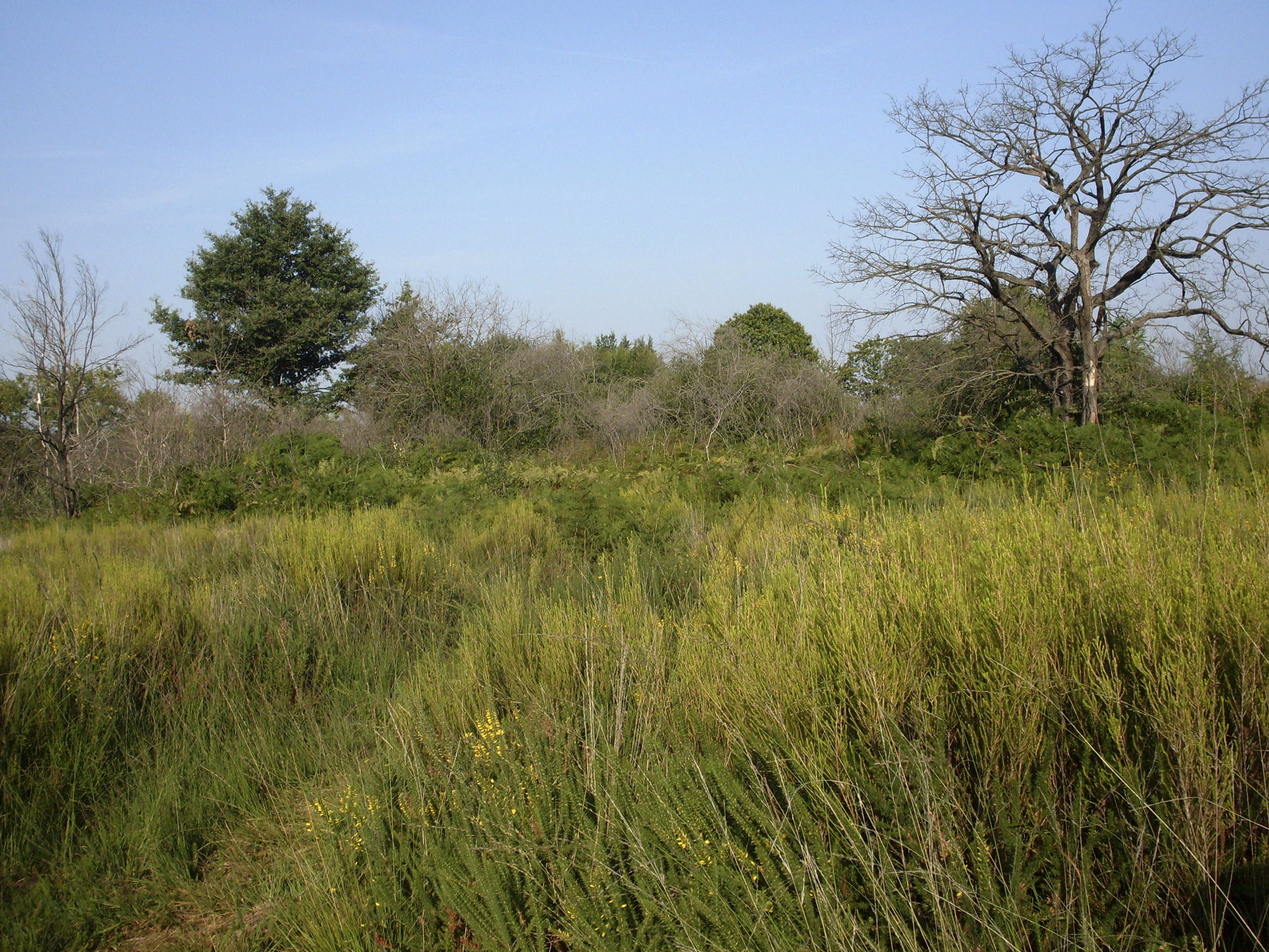
Le sentier de découverte des Brandes.
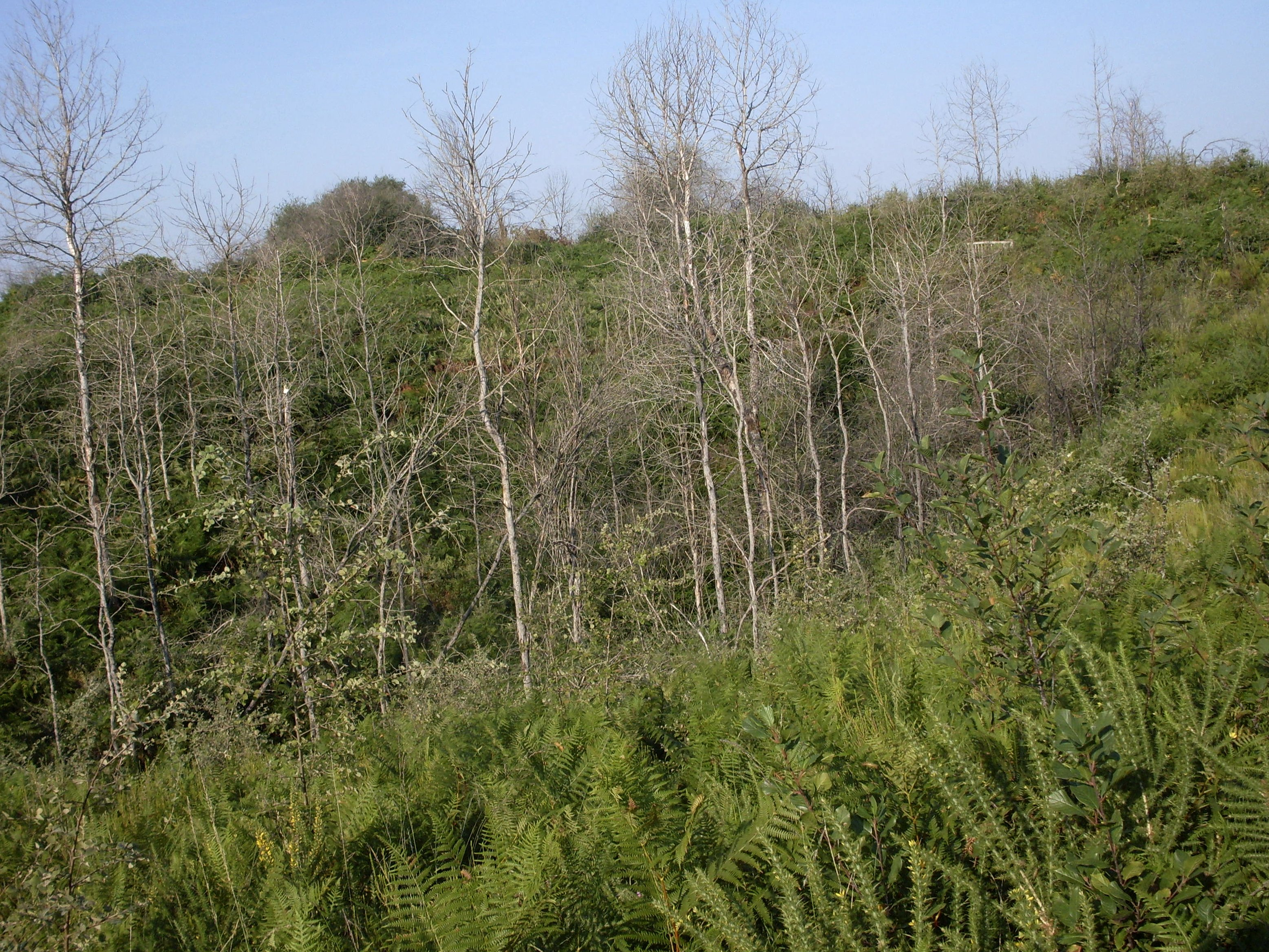
L'aven des cavernes où passe le sentier des Brandes.

### Équipements culturels
Le centre Henri-Matisse permet de nombreuses expositions ainsi que des représentations théâtrales.

### Personnalités liées à la commune
- François Bureloup (1969), comédien, y est né.
- Hélène Davo (1970), magistrate, y est née.
- Corinne Diacre (1974), sélectionneuse de l'équipe de France de football, a habité Soyaux pendant son adolescence[60].
- Gautier Gibouin (1989), joueur international espagnol de rugby à XV, y est né